# Schwingen

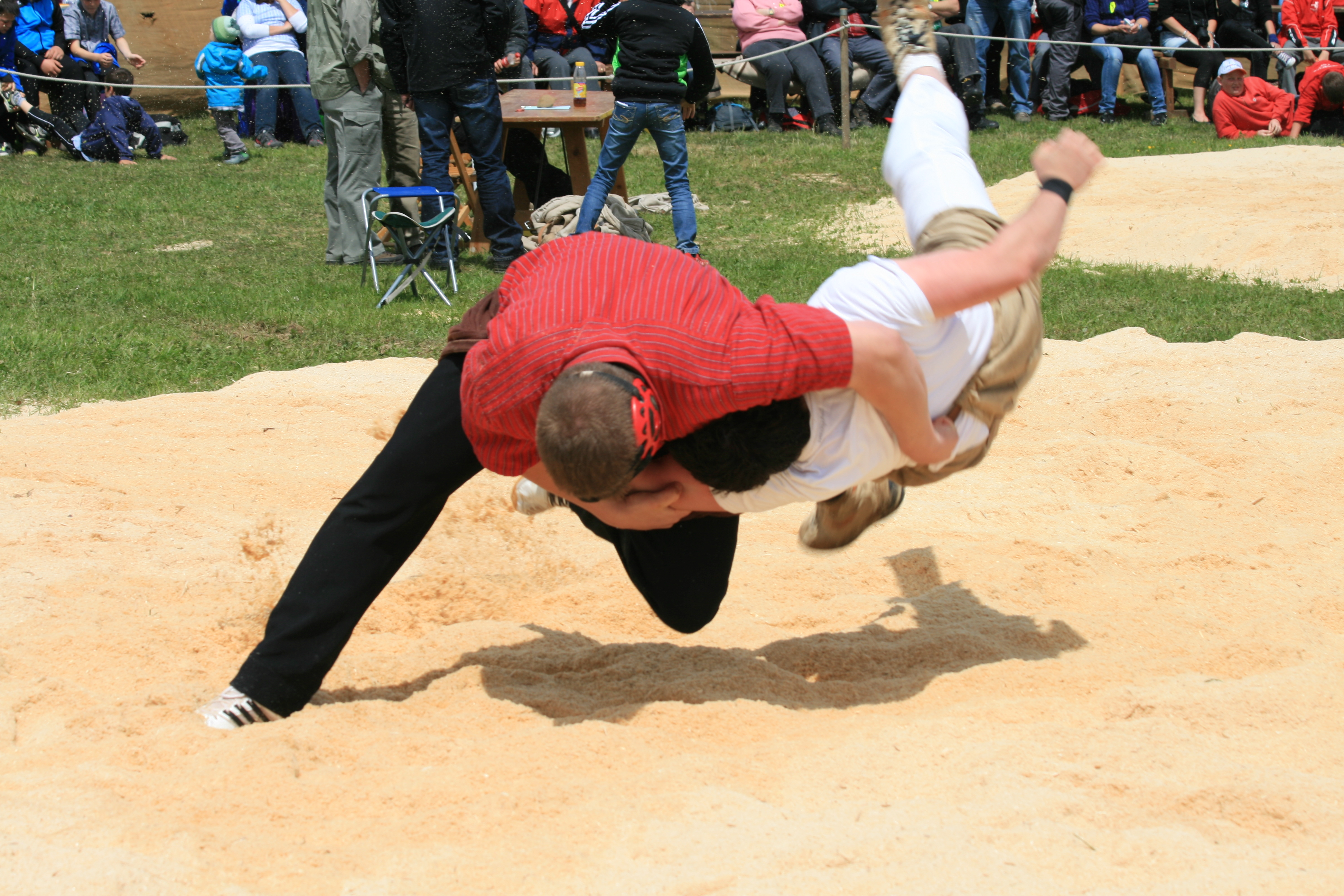
Ein «Sennenschwinger» im farbigen Hemd wirft einen weiss gekleideten «Turnerschwinger» zu Boden

Das Schwingen (umgangssprachlich auch Hosenlupf genannt) ist eine fast ausschliesslich in der Schweiz ausgeübte Kampfsportart. Es handelt sich um einen mit dem Freistilringen verwandten Zweikampf ohne Gewichtsklassen, der in einem Ring aus Sägemehl stattfindet. Mittels verschiedener Wurftechniken wird versucht, den Gegner aus dem Gleichgewicht zu bringen und ihn auf den Rücken zu legen. Dabei halten sich die Kontrahenten gegenseitig an einem Ledergürtel und gleichzeitig an einer aus Zwilch bestehenden Überhose fest. Die gezeigte Leistung wird von einem Kampfgericht benotet und das Ergebnis fliesst in eine Wertung mehrerer Zweikämpfe ein, um einen Gesamtsieger zu ermitteln.
Die kulturelle Bedeutung des Schwingens ist gross. Neben dem Hornussen und dem Steinstossen gilt es als inoffizieller Nationalsport der Schweiz. Beliebt ist es insbesondere in voralpinen Regionen der Deutschschweiz. Die als Schwingfest oder «Schwinget» bezeichneten Veranstaltungen sind nicht nur sportliche Wettkämpfe, sondern auch gesellschaftliche Ereignisse, bei denen Traditionen und Brauchtum gepflegt werden. Die zuständigen Dachverbände sind der Eidgenössische Schwingerverband (ESV) und der Eidgenössische Frauenschwingverband. Die wichtigste Veranstaltung ist das alle drei Jahre stattfindende Eidgenössische Schwing- und Älplerfest des ESV, bei dem der «Schwingerkönig» gekürt wird.
Der charakteristische Kleidergriff ist bereits auf Abbildungen aus dem 13. Jahrhundert zu finden, schriftliche Quellen lassen sich aber erst ab dem späten 16. Jahrhundert nachweisen. Von der Obrigkeit vielfach unterdrückt und verboten, fand das Schwingen als Teil der Alphirtenkultur Rückzugsorte in den Voralpen. Im frühen 19. Jahrhundert entdeckten patriotisch gesinnte Städter das Schwingen wieder. Unter massgeblichen Einfluss der Turnbewegung verbreitete es sich allmählich wieder im ganzen Land und wird seither auch als eine der Disziplinen des Nationalturnens betrachtet. Nachdem das Schwingen lange Zeit eine von Amateuren betriebene Randsportart gewesen war, erlebt es seit der Jahrtausendwende aufgrund verstärkter Medienaufmerksamkeit einen markanten Aufschwung.

## Regelwerk

### Kleidung

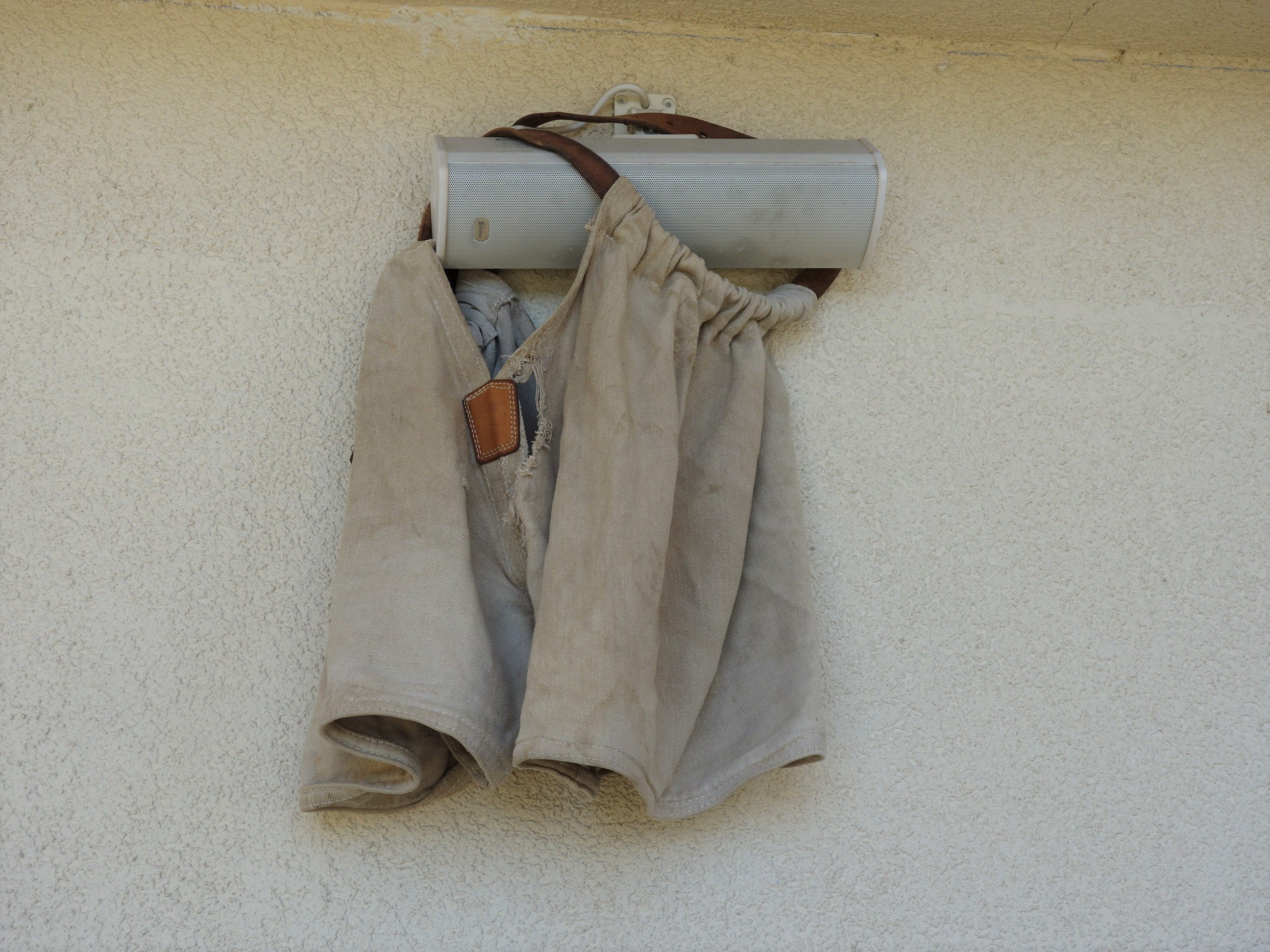
Schwingerhose mit Gürtel

Die Grundausrüstung ist eine reissfeste «Schwingerhose». Es handelt sich dabei um eine Überhose aus besonders robustem Zwilch, einem zweifädigen dichten Leinengewebe. Üblicherweise erfolgt die Herstellung im Nebenerwerb durch einen Sattler. Dabei werden die Nahtstellen vier- bis sechsfach genäht, ein PVC-Band eingefasst und an kritischen Stellen Verstärkungen aus Leder angebracht. Standardmässig gibt es fünf Grössen, drei für erwachsene Schwinger und zwei für Jungschwinger. Es werden auch Übergrössen angefertigt, die von offizieller Seite genehmigt werden müssen. Neue Hosen sind steif und müssen zuerst im Training «eingeschwungen» werden, damit sie flexibler werden. Die Hosen gehören nicht den Schwingern selbst, sondern den Vereinen. Vor einem Wettkampf muss der Veranstalter jeweils genügend Exemplare für alle Teilnehmer bereitstellen. Die Hose besitzt vorne und hinten je einen tiefen Einschnitt; zusammengehalten wird sie durch einen breiten Ledergürtel mit vielen Löchern, die dadurch flexibel für viele Körperformen verwendbar ist. Neben den üblichen ungefärbten Schwingerhosen mit hellem Grundton gibt es auch solche aus dunkel gefärbtem Stoff. Sie wurden 2010 eingeführt, damit die Kontrahenten insbesondere bei Fernsehübertragungen besser unterschieden werden können. Die hellere Hose trägt jeweils jener Schwinger, dessen Nachname zuerst im Alphabet steht.
Aus historischen Gründen wird zwischen «Sennenschwingern» und «Turnerschwingern» unterschieden. Die Sennenschwinger gehören einem reinen Schwingverein an, tragen eine dunkle lange Hose sowie ein strapazierfähiges und farbiges (jedoch nicht grelles) Hemd. Beliebt sind so genannte Edelweisshemden, auch wenn diese eigentlich nicht traditionell sind. Die Turnerschwinger, die Mitglied eines Turnvereins sind und das Schwingen in manchen Fällen als Teildisziplin des Nationalturnens ausüben, tragen ein weisses Leibchen und eine lange weisse Hose. Die kurzärmeligen Hemden und Leibchen müssen frei von Aufschriften und Werbung sein. Alle Schwinger tragen handelsübliche knöchelhohe Turnschuhe. Erlaubt sind auch Gelenkbandagen, Ohrenschutz und Hosenträger, sofern sie keine Metall-, Karbon- oder Hartplastikteile enthalten.

### Schwingplatz

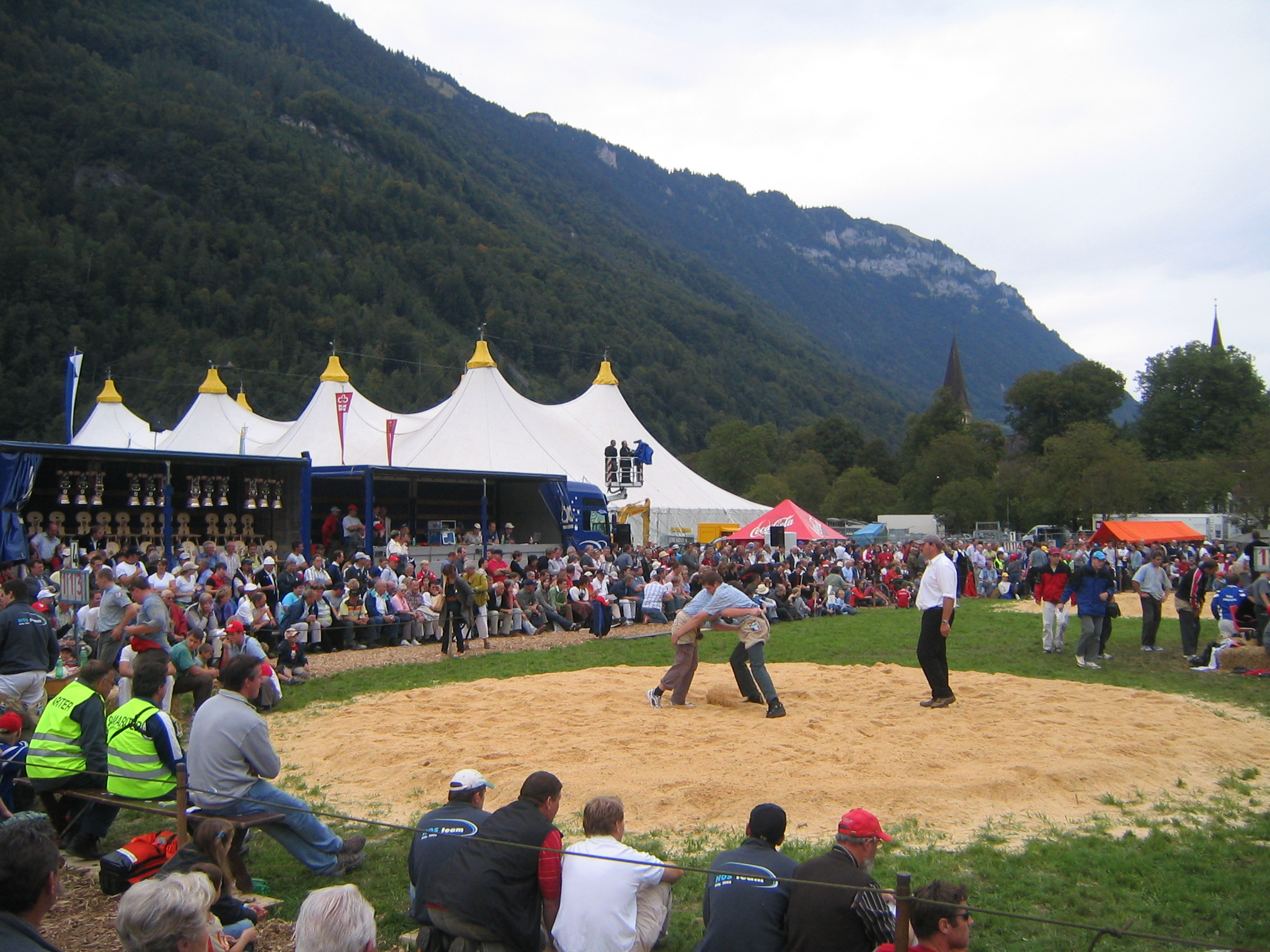
Sägemehlring

Die als «Schwingplatz» bezeichnete Wettkampfarena besteht aus zwei bis sieben mit Sägemehl bedeckten kreisrunden Ringen. Üblicherweise befinden sie sich im Freien, es kann aber auch in Hallen geschwungen werden. Der Durchmesser eines Rings ist von der Bedeutung der Veranstaltung abhängig und beträgt 8, 10, 12 oder 14 Meter. Loses und körniges Sägemehl (je nach Platzgrösse ungefähr 10, 16, 23 oder 35 Kubikmeter) wird in drei Schichten auf den Boden verteilt, jeweils ausgiebig mit Wasser besprüht und mit einer Walze flachgedrückt. Alle drei Schichten sind zusammen mindestens 15 cm hoch, wobei der Rand nicht steil abfallen darf, sondern flach nach aussen verlaufen muss. Löcher, die während eines Kampfes entstehen, werden danach mit einem Rechen ausgebessert. Das Bewässern beim Aufbau und regelmässiges Nachwässern zwischen den Kämpfen binden die Sägemehlkörner und vermindern die Staubentwicklung. Das Sägemehl ist ein Nebenprodukt, das bei üblichen Arbeitsvorgängen in Sägewerken anfällt; das Holz wird also nicht ausdrücklich im Hinblick auf eine Veranstaltung gesägt. Da die Schwinger helles und eher grobes Sägemehl bevorzugen, stellen die Sägewerke üblicherweise Sägemehl zur Verfügung, das bei der Verarbeitung von Fichten oder Tannen in der Längsrichtung entstanden ist. Auf dem Schwingplatz befindet sich auch ein Brunnen, an dem sich die Schwinger erfrischen und nach dem Kampf das Sägemehl abwaschen können.

### Einteilungs- und Platzkampfgericht

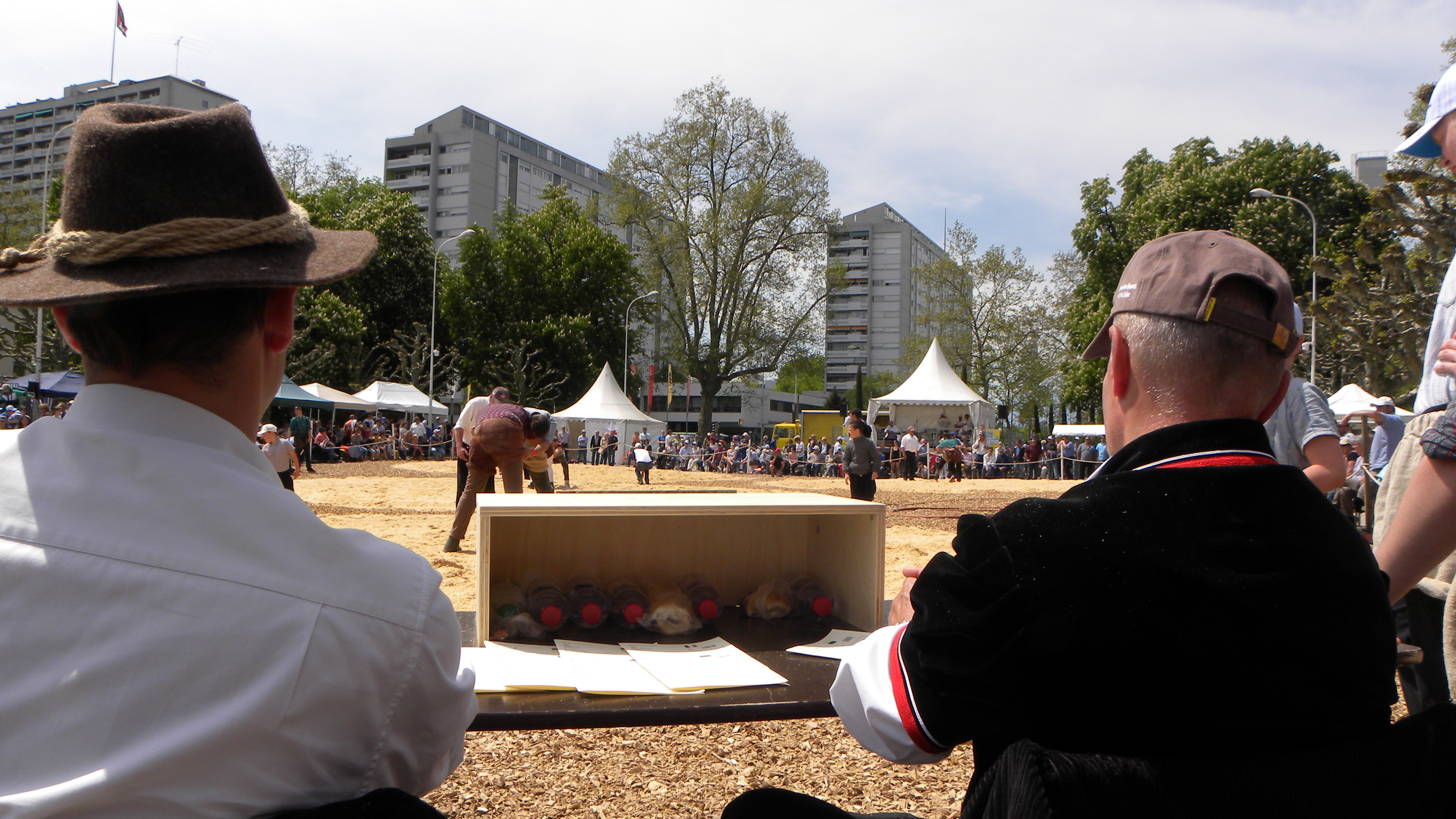
Zwei Tischkampfrichter beobachten einen Zweikampf

Im Schwingen gibt es keinen Turnierbaum mit K.-o.-System und keine Gewichtsklassen. Es existiert auch kein Ranking, anhand dessen die Paarungen bestimmt werden. Stattdessen gelangt ein Einteilungskampfgericht zum Einsatz, das einen grossen Ermessensspielraum besitzt und verschiedenen ungeschriebenen Regeln folgt. Es besteht je nach Veranstaltung aus drei bis sechs Personen und tritt vor jeder Runde (einem «Gang») zusammen. Die Einteilung des ersten Gangs wird allein vom Technischen Leiter vorgenommen, der zugleich Vorsitzender dieses Gremiums ist. Dabei muss er seine Gedankengänge den anderen Richtern klar und offen kommunizieren, worauf sie ihre Zustimmung geben. Vor allen nachfolgenden Gängen entscheiden alle Richter gemeinsam über die Paarungen. Sie achten darauf, dass möglichst gleich starke Gegner einander zugeteilt werden. Der erste Gang bietet oft die grösste Unterhaltung, da jeweils die besten Schwinger aufeinandertreffen.
Als Orientierungshilfe zur Ermittlung der relativen Kampfstärke dient neben der Erfahrung der Richter und dem Wettkampfverlauf auch eine Jahreswertung, die 2009 erstmals von der Fachzeitschrift Schlussgang geführt und 2013 von offizieller Seite übernommen wurde. Ein weiteres Kriterium ist, dass Mitglieder desselben Vereins oder des gleichen Verbandes nicht gegeneinander schwingen, ausser wenn es sich nicht vermeiden lässt.
Ein dreiköpfiges Platzkampfgericht wacht über das Geschehen im Sägemehlring. Der eigentliche Platzkampfrichter leitet den Wettkampf, setzt die Regeln durch, entscheidet primär über Sieg oder Niederlage, erteilt den Schwingern Anweisungen und ist für die Zeitmessung verantwortlich. Hinzu kommen zwei Tischkampfrichter: Sie rufen die Schwinger zum Wettkampf auf, kontrollieren Kleidung und Anzeigetafeln, erledigen Administratives und beraten sich mit dem Platzkampfrichter über die Benotung der gezeigten Leistung (wobei eine Mehrheitsentscheidung erforderlich ist). Im Verlaufe eines Wettkampftages werden die Funktionen mehrmals getauscht. Das Kampfgericht lässt sich grundsätzlich weder mit den Schwingern noch mit dem Publikum auf Diskussionen ein, Entscheidungen werden ohne Widerspruch akzeptiert.

### Kampfregeln

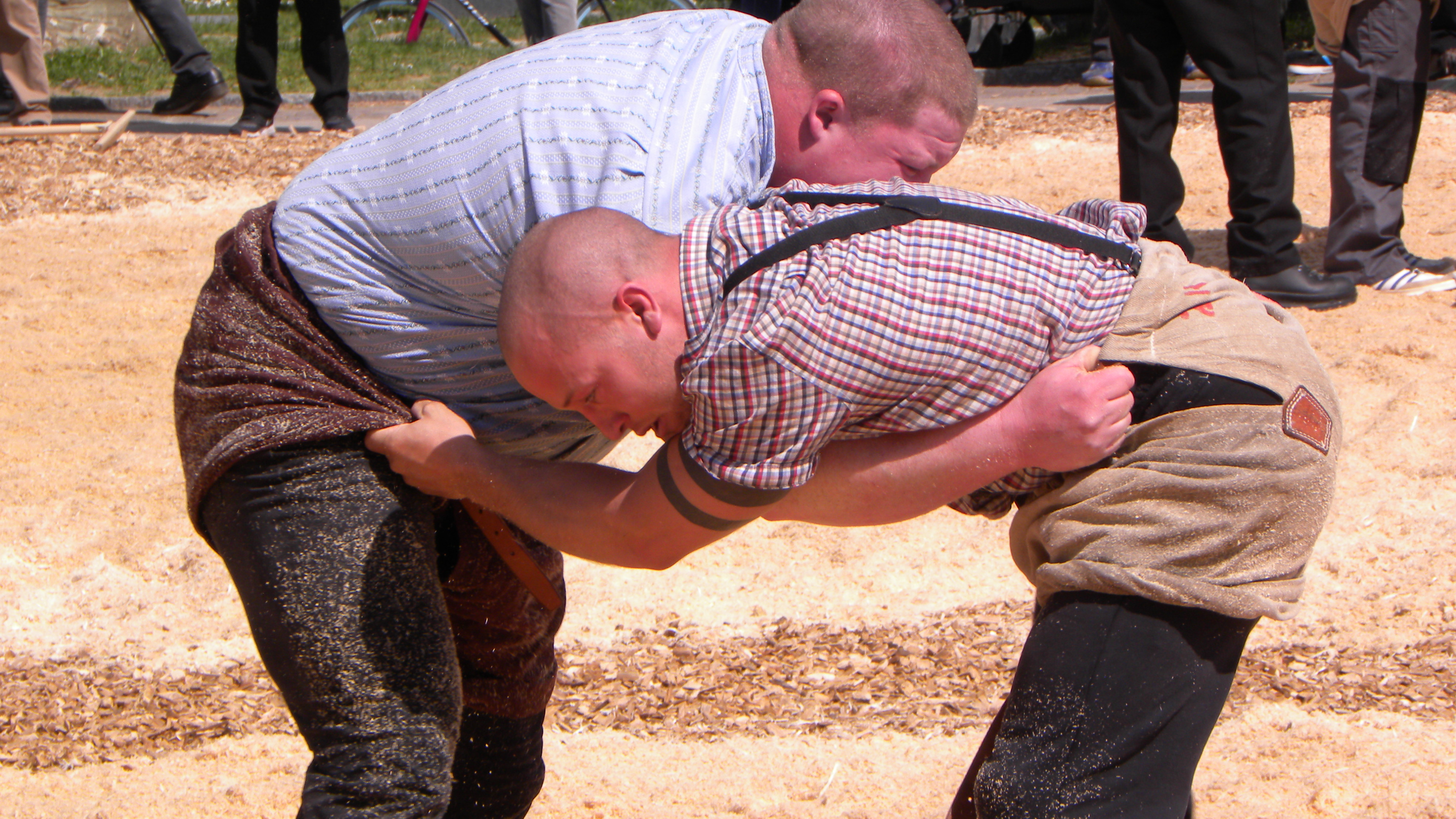
Grifffassen am Gestöss (links) und am Gürtel (rechts)

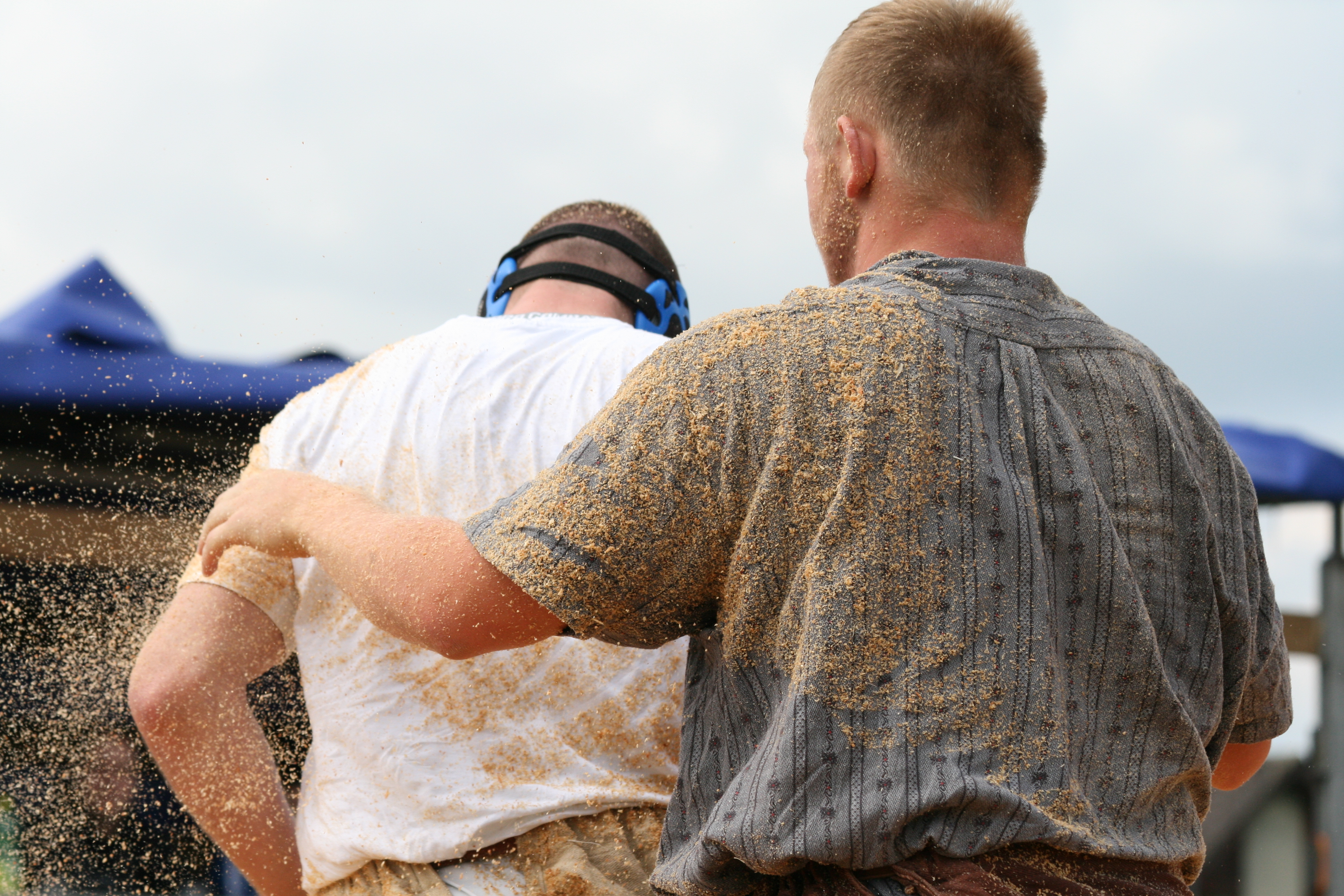
Dem Besiegten wird das Sägemehl vom Rücken gewischt

Das «Technische Regulativ», das die Kampfregeln erläutert, ist in manchen Bereichen recht vage und lässt deshalb grossen Spielraum für Interpretationen offen. Insbesondere gibt es keine Vorgabe für die maximale Dauer eines Zweikampfs («Gang»), sondern nur für die Mindestlänge. Diese beträgt fünf Minuten bei Aktiv- und vier Minuten bei Nachwuchsschwingern. Die Höchstdauer wird vor Beginn der Veranstaltung vom jeweiligen Vorstand und dem Einteilungskampfgericht bestimmt. Je nach Status der Veranstaltung kann sie bis zu 16 Minuten betragen. Im Verlaufe eines Wettkampfs bestreitet jeder Schwinger sechs Gänge. Die beiden ersten werden zusammen als «Anschwingen» bezeichnet, die dritten und vierten als «Ausschwingen», die fünften und sechsten als «Ausstich». Einen «Kranzausstich» – also einen siebten und achten Gang – gibt es nur bei der wichtigsten Veranstaltung überhaupt, dem Eidgenössischen Schwing- und Älplerfest (ESAF).
Nachdem die Schwinger aufgerufen worden sind, ziehen sie ihre Schwingerhose an und begeben sich in den Sägemehlring. Sie begrüssen sich per Handschlag als Zeichen des gegenseitigen Respekts und der friedlichen Austragung des Kampfes. Vor Kampfbeginn und nach jeder Unterbrechung erfolgt in der Mitte des Rings das Grifffassen. Dabei umfasst die rechte Hand den offen liegenden Gürtel am Rücken des Gegners, während die linke Hand den gerafften Beinabschluss der Schwingerhose (das «Gestöss») ergreift. Sobald der Platzkampfrichter den Griff als ordnungsgemäss erklärt hat, ist der Kampf eröffnet. Daraufhin versuchen die Schwinger, ihren Gegner mittels verschiedener Wurftechniken («Schwünge») aus dem Gleichgewicht zu bringen und auf den Rücken ins Sägemehl zu werfen oder zu rollen. Der Griff darf gesprengt, gelöst und verändert werden, jedoch muss jeder Schwung mit mindestens einer Hand an der Schwingerhose ausgeführt werden, um gültig zu sein (wobei es ganz wenige und streng reglementierte Ausnahmen von dieser Regel gibt).
Der Kampf wird unterbrochen, wenn Unfallgefahr besteht oder ein Unfall eingetreten ist, wenn keiner der beiden Schwinger Griff an der gegnerischen Schwingerhose hat, wenn beide stehend am Rand des Sägemehlrings angelangt sind und wenn einer von ihnen im Bodenkampf das Sägemehl vollständig verlassen hat. Unterbrechungen gibt es auch, wenn gefährliche Griffe angewendet werden, der Platzkampfrichter die beiden Tischkampfrichter über Sanktionen orientiert oder wenn ein Schwinger Sägemehl verschluckt hat, das am Brunnen ausgespült werden muss. Ein Gang ist entschieden, wenn ein Schwinger «gebodigt» ist, d. h. mit dem Rücken ganz oder bis zur Mitte beider Schulterblätter (vom Kopf oder Gesäss, von linker oder rechter Seite her) den Boden berührt. Geschieht dies ausserhalb des Sägemehlrings, liegt kein gültiges Ergebnis vor und der Kampf wird mit dem Grifffassen fortgesetzt. Verharrt einer der Schwinger in der Brückenposition, ohne sich daraus befreien zu können, kann er ausgezählt werden, worauf der Gang ebenfalls beendet ist. Nach dem Ende des Gangs verabschieden sich die Schwinger mit Handschlag; als Zeichen der Anerkennung wischt der Sieger dem Besiegten das Sägemehl vom Rücken.

### Notengebung
Die Kampfrichter benoten einen Schwinger nach abgeschlossenem Kampf anhand einer Skala, die nach Viertelpunkten abgestuft ist und von 10,00 bis 8,50 Punkten reicht:
- 9,75 oder 10,00 Punkte für einen gewonnenen Gang
- 8,75 oder 9,00 Punkte für einen «gestellten» (unentschiedenen) Gang
- 8,50 oder 8,75 Punkte für einen verlorenen Gang

Die Maximalnote 10,00 gibt es bei einem «Plattwurf», d. h. einem Schwung aus dem Stand oder mit leichtem Anheben, bei dem der Gegner direkt und in einem nicht unterbrochenen Bewegungsablauf in die Rückenlage gebracht wird. War ein Nachdrücken erforderlich, wird eine 9,75 vergeben. Endet der Gang nach Ablauf der Zeit unentschieden, ist eine 8,75 üblich, bei einer Niederlage gibt es eine 8,50. Die Noten 9,00 bei einem «gestellten» und 8.75 bei einem verlorenen Gang können für einen überdurchschnittlich attraktiven, technisch hochstehenden und angriffigen Zweikampf vergeben werden. Nach einer Ermahnung kann ein Viertelpunkt abgezogen werden, wenn ein Schwinger beim Grifffassen Zeit schindet, sonstige Kunstpausen einlegt, absichtlich und über längere Zeit den Kopf des Gegners ins Sägemehl hineindrückt («Kopfeinstellen»), rohe und gefährliche Griffe anwendet, den Platzkampfrichter beschimpft oder dessen Weisungen ignoriert, sich offensichtlich passiv verhält oder über lange Zeit in einer aussichtslosen Stellung verharrt. Besonders unsportliches Verhalten hat den Ausschluss vom Wettbewerb zur Folge.
Jene zwei Schwinger, die nach dem fünften Gang (oder beim ESAF nach dem siebten) am meisten Punkte erzielt haben, treten zum «Schlussgang» an, um den Gesamtsieger zu ermitteln. Falls drei oder mehr Schwinger vor dem Schlussgang dieselbe Punktzahl aufweisen, muss das Einteilungskampfgericht die Paarung bestimmen, wobei der Ermessensspielraum eine Rolle spielt. Der Gewinner des Schlussgangs erhält automatisch 10,00 Punkte gutgeschrieben, der Verlierer 8,75. Der Schlussgang ist in jedem Fall der letzte Kampf und Höhepunkt einer Veranstaltung. Da aber auch die übrigen Schwinger zuvor ihren sechsten oder achten Gang absolvieren, kann es vorkommen, dass keiner der beiden Schlussgangteilnehmer zum Sieger ausgerufen wird. Dies geschieht, wenn der Schlussgang unentschieden endet und ein weiter hinten Platzierter dank einer höheren Note sich noch an die Ranglistenspitze setzt.
Die heute geltende Form der Notengebung besteht seit 1969 und stellt einen nach jahrzehntelangen Diskussionen erzielten Kompromiss zwischen unterschiedlichen Ansichten von Sennen- und Turnerschwingern dar. Während die Sennen zu Beginn nur nach Anzahl Siegen, Unentschieden und Niederlagen werteten, nutzten die Turner einst eine von 1 bis 10 reichende Skala, um ihre Leistungen mit den anderen Disziplinen des Nationalturnens vergleichen zu können (von 1912 bis 1969 waren es 5 bis 10 Punkte).

### Rangliste
Am Ende werden die Ergebnisse zusammengezählt. Gesamtsieger ist, wer die meisten Punkte aufweist, wobei dies nicht zwingend ein Schlussgangteilnehmer sein muss. Eine typische Rangliste hat folgende Form (fiktives Beispiel):
| Rang | Punkte  | Resultat | Name Vorname       | Wohnort  | Schwingclub |
| ---- | ------- | -------- | ------------------ | -------- | ----------- |
| 1    | 57,00 S | +++−o+   | Muster Otto, S *** | Ortsname | Vereinsname |
| 2a   | 56,75   | +++−+o   | Muster Peter, T ** | Ortsname | Vereinsname |

- Rang: Die Rangliste wird nach den erhaltenen Punkten erstellt. Weisen mehrere Schwinger dieselbe Punktzahl auf, erhalten sie den gleichen Rang mit den fortlaufenden Zusatz a, b, c usw. Dafür ausschlaggebend sind die Anzahl Siege, Unentschieden und Niederlagen. Falls weiterhin Gleichstand herrscht, wird nach alphabetischer Position des Nachnamens sortiert: in geraden Jahren aufsteigend (beginnend mit A), in ungeraden Jahren absteigend (beginnend mit Z).[23]
- Punkte: Steht hinter der Punktzahl der Zusatz S, handelt es sich um einen Teilnehmer des Schlussgangs.
- Resultat: Siege werden mit +, Unentschieden («Gestellte») mit – und Niederlagen mit o gekennzeichnet.
- Name Vorname: In Ranglisten wird immer zuerst der Nachname genannt, gefolgt vom Vornamen (diese Form erstreckt sich häufig auch auf Medienberichte). Ein S kennzeichnet einen Sennenschwinger, ein T einen Turnerschwinger. Die Sterne stehen für frühere Kranzgewinne (siehe Kränze und ihre Gewinner): Drei Sterne (***) für Gewinner eidgenössischer Kränze, zwei Sterne (**) für Kranzgewinner bei Teilverbands- oder Bergkranzfesten, ein Stern (*) für Gewinner sonstiger Kränze.

### Wichtige Schwünge
Eine im Schwingen angewandte Wurftechnik wird als «Schwung» bezeichnet. Aktuelle Trainingslehrbücher enthalten 120 verschiedene Schwünge, aufgeteilt in Stand-, Flanken-, Boden- und Verteidigungsschwünge. Darin enthalten sind zahlreiche Varianten und Kombinationen. Nachwuchsschwinger im Alter von 15 bis 18 Jahren müssen 34 Schwünge beherrschen, um die Sportfachprüfung des Förderprogramms Jugend+Sport zu bestehen.
Der wohl häufigste Schwung ist der «Kurz», da er sehr rasch ausgeführt werden kann und bei einem Angriff erfolgversprechend ist. In der Grundvariante führt der angreifende Schwinger eine Vierteldrehung nach rechts aus, um mit seinem linken Bein zwischen die Beine des Gegners zu gelangen. Anschliessend zieht er ihn mit aller Kraft durch Heben an sich und wirft ihn mit einer Drehung nach rechts direkt auf den Rücken. Wehrt sich der Gegner mit einer Knieparade, setzt man ihn kurz ab und reisst ihn in gleicher Ausführung mit voller Wucht wieder hoch. Beim «Übersprung» macht der Angreifer eine rasche Finte und dreht dann blitzschnell nach links. Dabei bringt er sein rechtes Bein hinter jenes seines Gegners und drückt ihn mit kräftiger Hilfe des Oberkörpers in Richtung Boden auf den Rücken. Der Übersprung kann als direkter Angriffsschwung oder aus der Defensive heraus als Gegenschwung angewandt werden.
Der «Brienzer» stammt ursprünglich aus der Region rund um den Brienzersee. Da man mit ihm körperliche Nachteile gegen besonders grosse Gegner ausgleichen kann, wird er mit Vorliebe von leichteren und mittelschweren Schwingern eingesetzt. Der Ausführende wechselt seine rechte Hand vom Gürtel zum Gestöss des Gegners, macht eine Drehung nach links und greift mit dem linken Arm über die Schulter oder den Nacken des Gegners auf dessen linkes Gestöss. Gleichzeitig hängt er sein linkes Bein beim rechten Bein des Gegners ein, spreizt es hoch und wirft ihn kopfüber nach vorn auf den Rücken. Sehr oft wird ein Brienzer mit anderen Schwüngen kombiniert.
Beim «Hüfter» wird der entscheidende Wurf überwiegend durch die Hebelwirkung der Hüfte ausgelöst. Wichtig zur Fixierung bei diesem Schwung ist der Griff mit der linken Hand an den rechten Oberarm des Gegners. Aus der Angriffsstellung wechselt der schwungausführende Schwinger seinen linken Griff und fasst von oben Gürtel oder Gestöss des Gegners. Mit der rechten Hand fasst er den gegnerischen linken Oberarm, springt mit der linken Hüfte möglichst tief unter den Gegner, hebt diesen durch Strecken der Beine vom Boden, beugt sich gleichzeitig kopfvoran tief nach vorn und wirft ihn mit heftigem Ruck kopfüber auf den Rücken.
Um einen zu Fall gebrachten Schwinger daran zu hindern, sich wieder aufzurichten, kann der «Buur» (Bauer) angewandt werden, der am häufigsten angewandte Schwung im Bodenkampf. Mit dem linken Bein wird das Knie des Gegners fixiert. Anschliessend wird mit der rechten Hand im Spalt bis zum Gürtel an der Schwingerhose gegriffen, was die Bewegungsfähigkeit des Gegners einschränkt. Danach wird der Gegner mit Hilfe der rechten Hand am Boden überdrückt, verbunden mit einer Drehbewegung. Beim Gammen (von ital. gamba = Bein) fixiert der angreifende Schwinger mit seinem rechten Bein das linke des Gegners (oder umgekehrt) und bringt ihn mit gleichzeitigem Vorwärtsdruck aus dem Oberkörper heraus aus dem Gleichgewicht.
Anspruchsvoll ist der «Wyberhaagge» (Weiberhaken). Nach einer Attacke mit dem Gammen klemmt der Angreifer das gegnerische Bein mit seinen eigenen Beinen ein und hakt anschliessend über Kreuz mit dem anderen Bein ein. Auf diese Weise ist der Gegner in seiner Bewegungsfreiheit stark eingeschränkt und kann zu Boden gebracht werden. Ein für körperlich unterlegene Schwinger effektiver Angriffsschwung ist der «Fussstich», häufig in Kombination mit dem «Kurz». Hierbei wird mit einer Körpferfinte eine Drehung angetäuscht, die rechte Fussspitze ans linke Fussgelenk des Gegners gesetzt, worauf der Gegner an sich gezogen und nach rechts abgedreht werden kann.

### Verwandte Sportarten
Das Schwingen gehört zu einer Gruppe volkstümlicher Kampfsportarten, die gewisse Ähnlichkeiten mit dem modernen Freistilringen aufweisen und unter dem Begriff «Kleiderringen» zusammengefasst werden. Bei diesen geht es im Wesentlichen darum, den Gegner zu bezwingen, indem man sich an einem bestimmten Kleidungsstück festhält und es so zum eigenen Vorteil nutzt. Beispiele dafür sind Glíma in Island, das Ranggeln im Ostalpenraum, Lucha Canaria auf den Kanarischen Inseln oder Ssireum in Korea. Von den Bewegungsabläufen her besteht eine gewisse Ähnlichkeit auch mit Judo; beispielsweise entspricht ein «Hüfter» einem «O-goshi».

## Verbände
Die oberste Verantwortung für den Schwingsport trägt der 1895 gegründete Eidgenössische Schwingerverband (ESV), der seit 2017 dem Sportdachverband Swiss Olympic angehört. Gemäss Statuten bezweckt er die «Pflege, Förderung und Verbreitung des Schwingerwesens und verbindet damit die Erhaltung der volkstümlichen Bräuche und Spiele». Der ESV verfolgt das Ziel, Schweizer Traditionen zu bewahren und sie in moderner Form zu präsentieren. Er legt das Regelwerk fest und erlässt Reglemente, ebenso bildet er Kampfrichter und Technische Leiter aus. Im November 2023 zählte der Verband etwas mehr als 60'000 Mitglieder, davon waren rund 2900 in Wettkämpfen aktive Schwinger und etwa 3400 Jungschwinger im Alter bis 16 Jahren. Dem ESV untergeordnet sind fünf Teilverbände, zwischen denen eine grosse Rivalität herrscht: der Bernisch-Kantonale Schwingerverband (BKSV), der Innerschweizer Schwingerverband (ISV), der Nordostschweizer Schwingerverband (NOSV), der Nordwestschweizerische Schwingerverband (NWSV) und der Südwestschweizer Schwingerverband (SWSV). Vier dieser Teilverbände sind weiter in Kantonalverbände unterteilt, die jeweils die Vereine in ihrem Gebiet umfassen. Aufgrund der Grösse des Einzugsgebiets und der Mitgliederzahlen bildet der für den Kanton Bern zuständige BKSV eine Ausnahme. Er ist stattdessen in sechs Gauverbände für die Regionen Berner Jura, Berner Oberland, Emmental, Mittelland, Oberaargau und Seeland unterteilt, die den Kantonalverbänden gleichgestellt sind. Unabhängig vom ESV ist der seit 1992 bestehende Eidgenössische Frauenschwingverband (mehr dazu hier).

## Schwingfeste

### Hierarchie der Schwingfeste

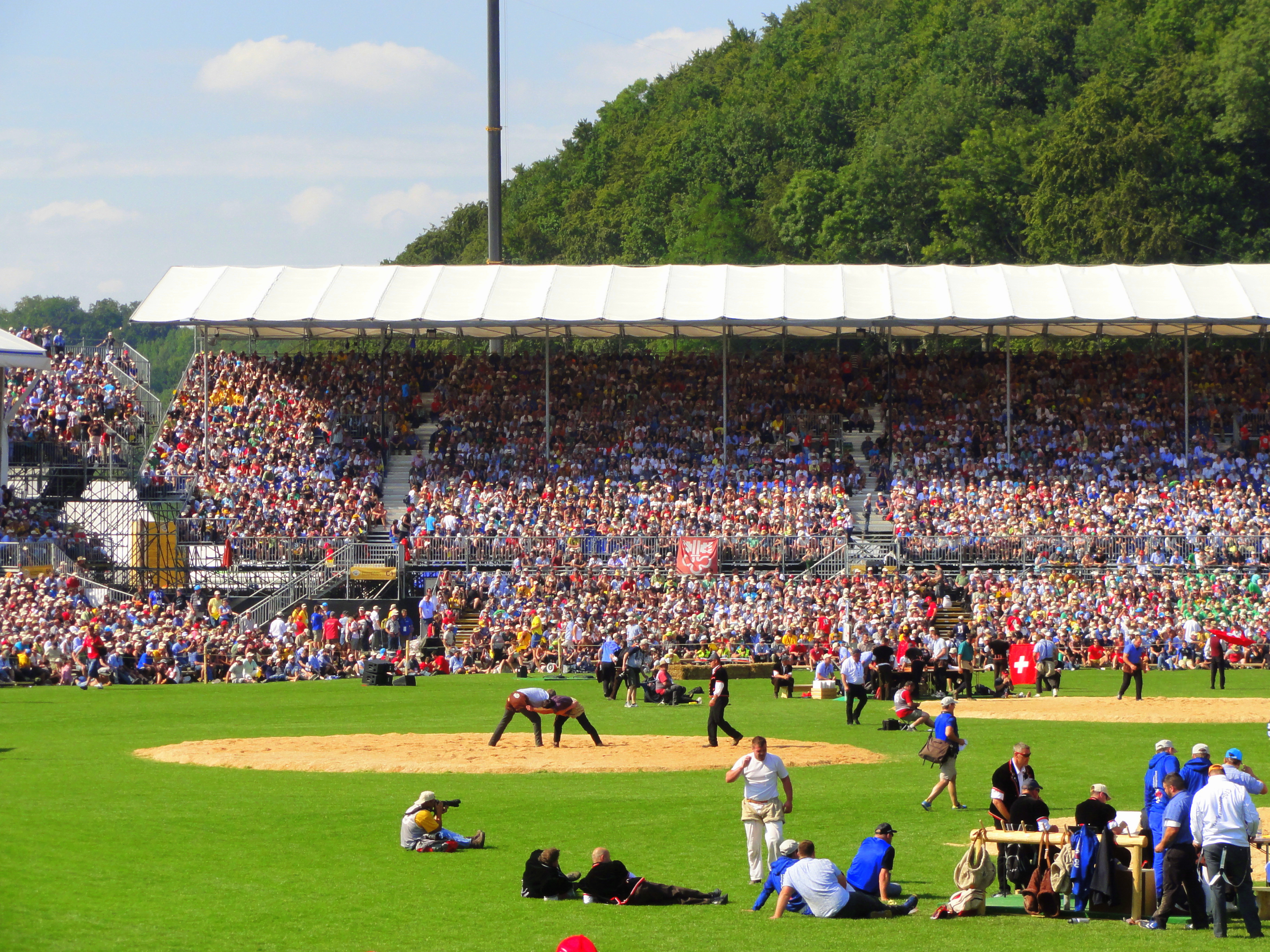
ESAF 2013 in Burgdorf

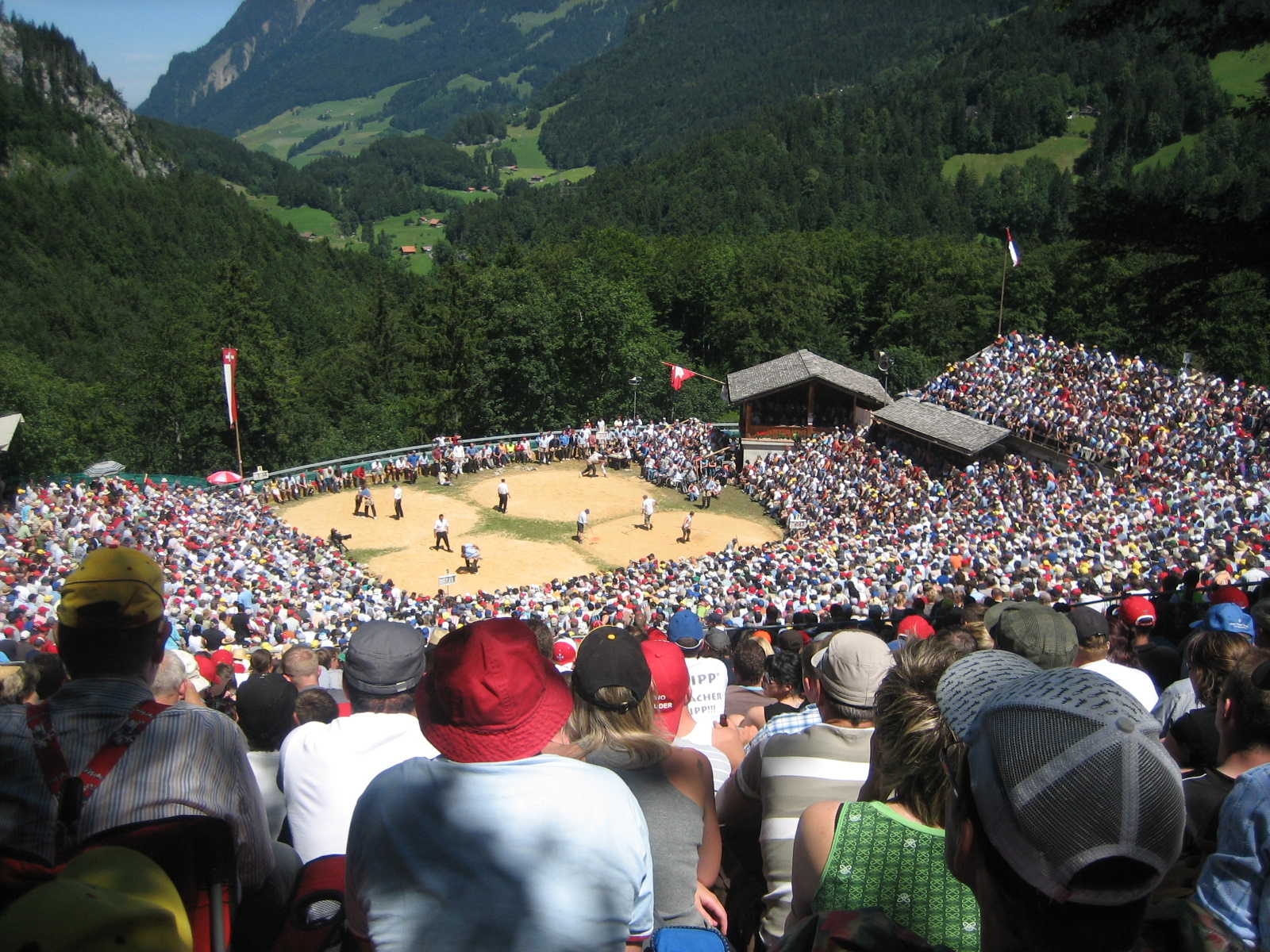
Brünigschwinget

Eine Veranstaltung mit Schwingkämpfen wird als «Schwingfest» oder «Schwinget» bezeichnet und dauert einen Tag. Der Schwinget (auf Schweizerdeutsch das Schwinget) kann grundsätzlich das ganze Jahr über stattfinden, wobei die Hauptsaison mit den wichtigsten Festen von Anfang Mai bis Ende August dauert. Veranstaltungen in den übrigen Monaten sind von geringer Bedeutung.
Das wichtigste Ereignis überhaupt ist das Eidgenössische Schwing- und Älplerfest (ESAF), das als einziges zwei Tage dauert und dessen Sieger zum «Schwingerkönig» ausgerufen wird. Es wird alle drei Jahre ausgetragen und im Rotationsprinzip von einem der fünf Teilverbände des ESV organisiert. An beiden Wettkampftagen waren 2019 jeweils rund 57'000 Zuschauer anwesend. Selbst die grössten Fussballstadien des Landes sind dafür zu klein, weshalb das ESAF in einem sechseckigen temporären Stadion aus Stahlrohrtribünen durchgeführt wird. Das Festgelände rund um die Arena zieht nochmals rund 350'000 Besucher an, weshalb das ESAF als grösstes wiederkehrendes Sportereignis des Landes gilt. Zwei weitere «Feste mit eidgenössischem Charakter» sind von ihrer Bedeutung her dem ESAF gleichgestellt und finden alle sechs Jahre statt, das Kilchberger Schwinget in Kilchberg bei Zürich und das Unspunnenfest in Interlaken. Darüber hinaus kann der ESV Feste, die aus besonderen Gründen stattfinden, als eidgenössisch erklären; dies geschieht üblicherweise anlässlich eines Verbandsjubiläums oder einer Landesausstellung.
Die zweite Stufe bilden die Bergkranzfeste, die jährlich von den Teilverbänden organisiert werden und ein hohes Prestige geniessen. Ihre Austragungsorte in erhöhter Lage in den Voralpen oder im Juragebirge erinnern an weit zurückliegende Zeiten, als das Schwingen überwiegend von Bergbewohnern an entlegenen Orten ausgeübt wurde. Es gibt sechs solcher Veranstaltungen: der Brünigschwinget auf dem Brünigpass, der Rigi-Schwinget auf der Rigi, der Schwägalp-Schwinget auf der Schwägalp unterhalb des Säntis, der Schwarzsee-Schwinget am Schwarzsee bei Freiburg, der Stoos-Schwinget auf dem Stoos bei Schwyz und der Weissenstein-Schwinget auf dem Weissenstein bei Solothurn.
Alle fünf Teilverbände führen jährlich ein Teilverbandsfest durch, zu dem auch Gäste aus anderen Teilverbänden eingeladen werden. Darüber hinaus organisiert jeder kantonale Schwingerverband jährlich ein Kantonalschwingfest. Im Kanton Bern besteht eine unterschiedliche Struktur: Hier hat das Bernisch-Kantonale Schwingfest den Status eines Teilverbandsfests, während die Gauverbandsfeste gleichwertig zu den übrigen kantonalen Festen sind. Die unterste Stufe bilden Regional-, Jugend- und Hallenschwingfeste.
Vereinzelte Schwingfeste finden auch ausserhalb der Schweiz statt, an denen überwiegend Auslandschweizer, Nachkommen von Schweizer Emigranten oder Gäste aus der Schweiz beteiligt sind. Regelmässig durchgeführt werden sie in Kalifornien, Québec und Neuseeland. Für erfolgreiche Teilnehmer besteht die Möglichkeit, ans ESAF und an andere Schwingfeste eingeladen zu werden.

### Kränze und ihre Gewinner

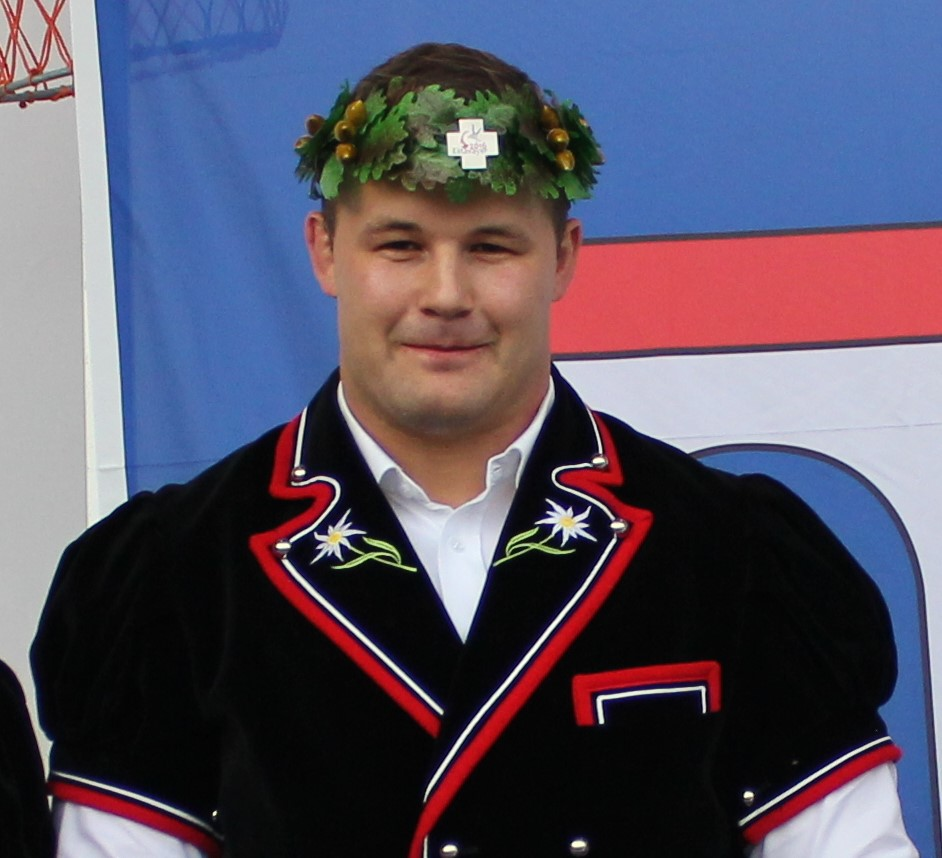
Kranzgewinner Christian Schuler beim ESAF 2016

Im ursprünglichen Sinne treten die Schwinger gegeneinander an, um mit einem Kranz ausgezeichnet zu werden. Es handelt sich dabei um ein Eichenlaub-Imitat aus gewachstem und gestanzten Papier, dessen Blätter auf einen Draht gebunden werden; zusätzlich ist ein Metallabzeichen des Schwingfests befestigt. Der reine Materialwert ist gering, umso grösser jedoch der ideelle Wert. Kränze gibt es an den «Kranzfesten» zu gewinnen. Dazu gehören das ESAF, Bergkranzfeste, Teilverbandsfeste sowie Kantonal- und Gauschwingfeste. Einen Kranz erhalten jeweils nur die besten 15 Prozent der angetretenen Schwinger. Wird die «Kranzquote» aufgrund von Ranggleichheit mehrerer Schwinger nicht erreicht, ist der nächstfolgende Rang ebenfalls kranzberechtigt, sofern dadurch die Marke von 18 Prozent nicht überschritten wird. Keine Kränze gibt es beim Unspunnenfest und beim Kilchberger Schwinget: Hier zählt nur der Sieg, der aber aufgrund der Seltenheit der Durchführung umso prestigeträchtiger ist.
Ein Kranzgewinner gehört umgangssprachlich zu den «Bösen». Dieser Begriff ist anerkennend gemeint und stammt vom veralteten berndeutschen Ausdruck «bös ha» (böse haben), der die Verrichtung besonders schwerer und mühseliger Arbeit umschreibt; in diesem Sinne ist ein Erfolg nur mit viel Anstrengung zu schaffen. Ein Kranzgewinner beim ESAF ist ein «Eidgenosse» und gehört zu den besten Schwingern überhaupt. Die Titel «Eidgenosse» und «Schwingerkönig» behält man sein Leben lang, es gibt also keine ehemaligen Gewinner. Die meisten Kränze gewann Arnold Forrer (151), Rekordhalter bei den eidgenössischen Kränzen ist Karl Meli (9). Von einem «Schwinger-Grand-Slam» ist die Rede, wenn ein Schwinger je ein ESAF, Unspunnenfest und Kilchberger Schwinget als Sieger beendet. Dies gelang bisher nur Jörg Abderhalden und Christian Stucki.

### Sachpreise
Traditionell werden keine Preisgelder entrichtet. Stattdessen werden Sachpreise abgegeben, die von Sponsoren gestiftet und während des Schwingfests im «Gabentempel» ausgestellt werden. Ihr Gesamtwert kann an den bedeutendsten Festen mehr als eine Million Franken betragen. Der Festsieger erhält einen Lebendpreis, häufig einen Zuchtstier («Muni») im Wert von bis zu 30'000 Franken. Da nur noch wenige Schwinger beruflich als Landwirte tätig sind, können sie ihren Lebendpreis umgehend an den Züchter zum ursprünglichen Schätzpreis zurückverkaufen, was häufig mit einem Wertzuwachs verbunden ist. Zu den Sachpreisen traditioneller Art gehören Treicheln, Kuhglocken und geschnitzte Bauerntruhen. In neuerer Zeit kommen allerlei Möbel, Haushalts- und Einrichtungsgegenstände, Sportgeräte, Werkzeuge, Unterhaltungselektronik, Motorräder, Gutscheine und vieles mehr hinzu. Das Aussuchen des Preises erfolgt gemäss Rangliste, wobei bei gleichem Rang die alphabetische Reihenfolge des Nachnamens ausschlaggebend ist (siehe Kapitel Rangliste).
Häufig ist die Zahl der Preise höher als jene der Teilnehmer, so dass selbst der Letztplatzierte noch etwas erhält. Beim ESAF 2019 in Zug beispielsweise erhielt jeder Teilnehmer einen Preis im Wert von mindestens 1500 Franken. Üblich sind an kleinen Festen jedoch Preise von geringerem Wert. Verschiedentlich wird Kritik am zunehmenden Gigantismus der Gabentempel geäussert, da er nicht mehr den Grundwerten des Schwingsports entspreche. So lehnt das Brünigschwinget Sponsoring konsequent ab und zahlt als einzige Veranstaltung von Bedeutung ausschliesslich Bargeldpreise aus, die aus den Catering- und Zuschauereinnahmen generiert werden; der Sieger erhält maximal 1500 Franken.

### Rahmenprogramm

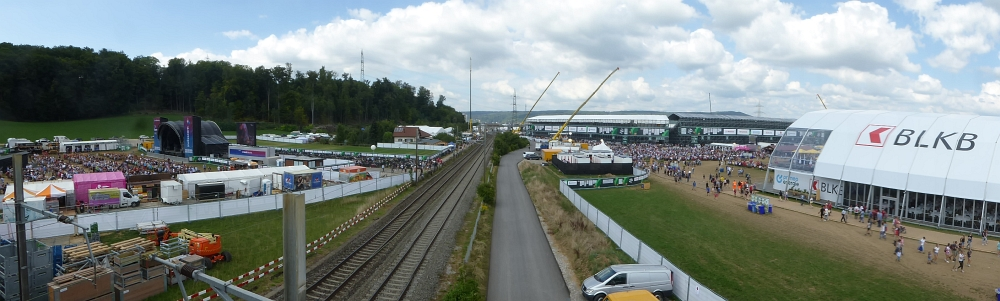
Teilansicht des Festgeländes des ESAF 2022 in Pratteln

Der sportliche Wettkampf ist nicht die einzige Komponente eines Schwingfests, sondern in ein betont traditionelles Rahmenprogramm eingebettet, bei dem das schweizerische Brauchtum zelebriert wird. Dazu gehören Darbietungen von Jodlern, Alphornbläsern, Fahnenschwingern und Trachtengruppen, Präsentationen der Lebendpreise, ein offizieller Festakt mit Ansprachen und die Siegerehrung, manchmal auch ein Umzug. Insbesondere kleine Veranstaltungen sind von der Mithilfe zahlreicher freiwilliger Helfer abhängig, die anderen lokalen Vereinen angehören und ihnen so den Charakter eines Dorffests verleihen. Bei den ESAF finden zusätzlich Wettkämpfe im Steinstossen und Hornussen statt, wenn auch in einiger Entfernung zu den Schwingkämpfen. Das Schwingen und die übrigen traditionellen Bestandteile eines Schwingfests gehören zum immateriellen Kulturerbe und sind in der Liste der lebendigen Traditionen in der Schweiz verzeichnet.
Jahrzehntelang unterschied sich ein ESAF bezüglich des Rahmenprogramms nicht von sonstigen Schwingfesten. Einen eigentlichen Paradigmenwechsel gab es jedoch beim ESAF 2001, das auf dem Gelände des Paléo Festival Nyon stattfand und ähnlich wie dieses Festzelte, Verkaufsstände, Fahrgeschäfte und weitere Attraktionen bot. Erstmals überhaupt strömte eine grosse Schar von Besuchern an ein ESAF, die zuvor keinerlei Bezug zum Schwingen hatten. Mit jeder Austragung wuchs der Umfang des Rahmenprogramms, so dass es an eine professionelle Eventagentur ausgelagert wurde. Diese orientierte sich vor allem bei der Abendunterhaltung am Geschmack eines betont urbanen und nichttraditionellen Eventpublikums. Dem Sportjournalisten Thomas Renggli zufolge sei das ESAF mittlerweile eine «Gratwanderung zwischen Trachtentradition und Alpenballermann».

## Schwinger

### Amateure und Teilzeitprofis

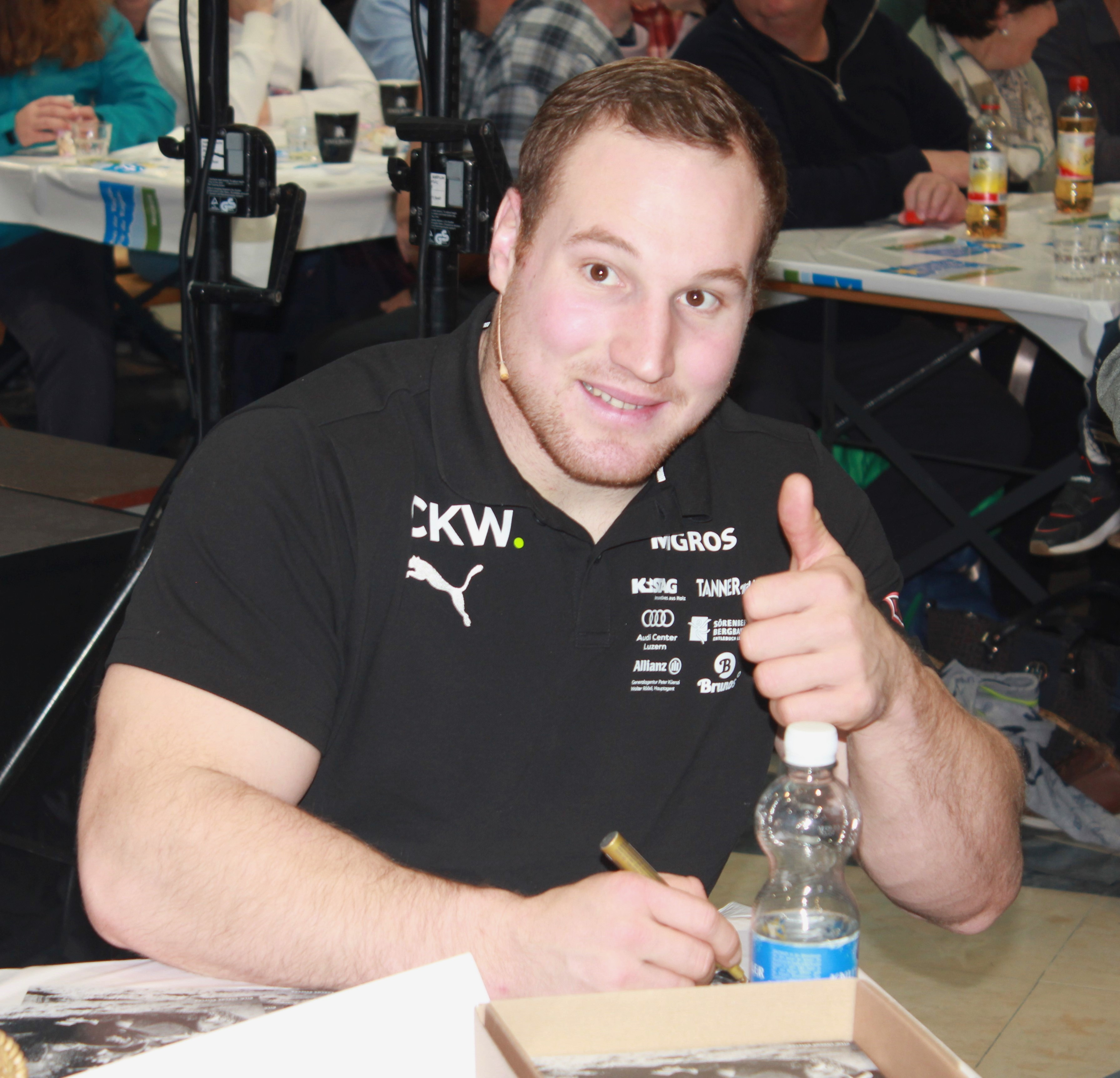
Als Schwingerkönig 2022 gehört Joel Wicki zu den Spitzenverdienern

Von seinem althergebrachten Selbstverständnis her ist das Schwingen eine Amateursportart, doch die seit der Jahrtausendwende zu beobachtende Kommerzialisierung (siehe dort) hat dazu geführt, dass zumindest die Spitzenschwinger mittlerweile als Teilzeitprofis tätig sind. Mit einem detaillierten Werbereglement achtet der ESV darauf, eine gewisse Balance zwischen traditionellen Werten und den Ansprüchen der Sponsoren zu halten. Grundsätzlich gilt, dass der Schwingplatz und die Wettkampfkleidung vollständig werbefrei sind, während sonst nur wenige Einschränkungen bestehen. Verboten ist Werbung, «wenn sie anstössig oder sexistisch ist, die politische oder sportliche Neutralität des Schwingens verletzt oder für Mittel wirbt, die mit den Grundwerten des Schwingens nicht vereinbar sind». Individuelle Werbeverträge der Athleten müssen durch den Werbeverantwortlichen des ESV genehmigt werden. Die Schwinger sind verpflichtet, zehn Prozent der Werbeeinnahmen, die sie während ihrer Aktivzeit generieren (fünf Prozent in den drei Jahren nach ihrem Rücktritt), an den Verband abzugeben. Dieser wiederum investiert das auf diese Weise erhaltene Geld zweckgebunden in die Nachwuchsförderung.
Da sämtliche persönlichen Werbeeinnahmen aktiver und zurückgetretener Schwinger deklarationspflichtig sind, lässt sich die Höhe der Investitionen durch Sponsoren ziemlich genau ableiten. 2011 nahmen die Schwinger insgesamt 0,69 Millionen Franken ein. Nach einem kontinuierlichen Anstieg wurde 2019 mit 2,34 Millionen der vorläufige Höhepunkt erreicht. Aufgrund der COVID-19-Pandemie folgte daraufhin ein Einbruch um über 15 Prozent auf knapp unter zwei Millionen. Die Situation erholte sich rasch und 2021 standen wieder 2,184 Millionen zur Verfügung, wobei die Verteilung recht einseitig ist: Zwar bezogen damals 73 Schwinger Einnahmen aus persönlicher Werbung, doch die zehn Besten teilten über 80 Prozent unter sich auf. Marketingexperten gehen davon aus, dass ein Schwingerkönig im Verlaufe seiner Karriere etwa eine Million Franken verdienen könne. Doch selbst die Allerbesten können nicht allein vom Sport leben, sondern senken ihr Arbeitspensum auf 60 bis 80 Prozent, um die dadurch gewonnene Zeit für Training und Erholung einzusetzen.

### Training
Lange Zeit gab es im Schwingen kein spezifisches Training. Die benötigte Kraft holte man sich bei der täglichen anstrengenden Arbeit. Aus diesem Grund dominieren bis heute kraftbetonte Berufe wie Landwirt, Forstwart, Handwerker, Metzger oder Bauarbeiter, während Akademiker seit jeher untervertreten sind. Bezüglich der Technik waren die Schwinger einst oft davon abhängig, dass sie mit einem technisch versierten Vereinskollegen üben konnten. Deshalb gab es häufig Spezialisten, die sich auf wenige Schwünge konzentrierten und kaum etwas Neues dazulernen konnten. In den späten 1970er Jahren war Ernst Schläpfer der erste Schwinger, der der physischen Grundlagenarbeit eine übergeordnete Bedeutung beimass und nach modernsten sportwissenschaftlichen Methoden trainierte. Sein damaliges Trainingspensum von 15 Stunden pro Woche galt als aussergewöhnlich. Die von ihm neu eingeschlagene Richtung führte dazu, dass ein typischer Schwinger mit der Zeit kräftiger, schwerer und muskulöser wurde, gleichzeitig aber auch reaktionsschneller, beweglicher und ausdauernder.  Ernährungspläne, ein nach Phasen abgestimmtes Personal Training und Leistungsdiagnostik gehören zumindest bei Spitzenschwingern mittlerweile zum Standard. Zu diesem Zweck schliessen sie sich innerhalb eines Teilverbands zu Trainingsgruppen zusammen. Im Jahr 2019 betrug die durchschnittliche Körpergrösse eines «Eidgenossen» 187 cm, das durchschnittliche Gewicht 115 kg.

### Unfälle
Das Schwingen birgt wie andere Kampfsportarten ein erhöhtes Unfallrisiko. Aufgrund der starken Kräfte, die besonders auf die Beine der Schwinger einwirken, treten Kreuzbandrisse gehäuft auf. Typisch sind auch Schulter- und Rippenverletzungen sowie Zerrungen. Da die Schwinger durch gezieltes Krafttraining im Laufe der Jahrzehnte im Durchschnitt kräftiger und muskulöser geworden sind, hat tendenziell auch die Belastung auf Gelenke, Muskeln und Sehnen zugenommen. In der Geschichte des Schwingens kam es bisher zu vier Querschnittlähmungen: 1960, zweimal im Jahr 1997 sowie 2004 (wobei letzterer Unfall sogar tödlich endete). Nach diesen tragischen Vorfällen reagierte der ESV jeweils mit Massnahmen, beispielsweise der Vergrösserung der Sägemehlringe oder mit reglementarischen Anpassungen. Ebenso steht vermehrt die Prävention im Fokus, sei es durch spezifisches Nackentraining oder Einüben von Falltechniken und Abrollen (ähnlich wie im Judo).
Die Hilfskasse des Eidgenössischen Schwingerverbandes (HKESV) ist eine Unfallversicherung, bei der alle Aktiv- und Jungschwinger obligatorisch angemeldet sein müssen, um an Schwingfesten teilnahmeberechtigt zu sein. Sie deckt die Kosten nach Unfällen, die sich beim Schwingen an geführten Trainings und Wettkämpfen von Vereinen und Verbänden ereignen. Ebenso bezweckt die HKESV die Förderung der Unfallverhütung. 1919 gegründet, erfolgte 1945 die Umwandlung in eine Genossenschaft, um dadurch Steuerbefreiung zu erlangen.

### Doping
Der ESV ignorierte die Doping-Problematik jahrzehntelang, da er sich primär nicht als Sportverband sah, sondern als Vereinigung zur Erhaltung des schweizerischen Brauchtums. Von einigen Schwingern war bekannt, dass sie sich mit Alkohol aufputschten. Nachdem sich der ESV 1997 dem Programm Jugend+Sport angeschlossen hatte, um an Fördergelder des Bundes zu gelangen und allgemein das Niveau der Nachwuchsarbeit zu heben, begann sich die Einstellung zu ändern. Ab 1999 führte er freiwillig Dopingtests durch, um in den Augen der Öffentlichkeit und von Sponsoren als «sauber» dazustehen. Der erste bekannte Dopingfall betraf Beat Abderhalden, der im Juli 2001 positiv auf Anabolika getestet wurde. Im Vergleich zu anderen Sportarten gab es relativ wenige Dopingkontrollen, was wiederholt Anlass zu Kritik gab. 2016 setzte der ESV ein Antidopingkonzept um und ein Jahr später schloss er sich dem Sportdachverband Swiss Olympic an. Dadurch ging die Verantwortung vollständig an die Stiftung Antidoping Schweiz über, die internationalen Richtlinien folgt. Der prominenteste Dopingfall betraf mit Martin Grab einen der erfolgreichsten Schwinger überhaupt; ihm wurde im April 2018 die Einnahme von Tamoxifen nachgewiesen, worauf er eine Sperre von zwei Jahren erhielt und seine Karriere beendete.

### Verbreitungsgebiet
2022 führte das St. Galler Tagblatt eine statistische Auswertung durch, um die Popularität des Schwingsports geographisch zu ermitteln. Es setzte die Anzahl der seit 2008 gewonnenen Kränze in Relation zur Einwohnerzahl der Wohngemeinden. Dabei lässt sich recht genau abbilden, in welchen Landesgegenden das Schwingen besonders populär ist und von wo besonders viele erfolgreiche Schwinger herkommen. Demnach gibt es einen «Schwinggürtel» entlang der Voralpen, der sich vom Berner Oberland über die Zentralschweizer Kantone Obwalden, Nidwalden, Uri und Schwyz bis in die Ostschweiz mit dem Kanton St. Gallen und dem Appenzellerland hinzieht. Markante Ausläufer ins Mittelland gibt es in den Kantonen Bern, Luzern und Thurgau. Hingegen ist die Verbreitung in den Hochalpen, in der Romandie und in den Grossstädten deutlich geringer. Weitgehend bedeutungslos ist das Schwingen in den Kantonen Jura und Tessin.

## Frauenschwingen

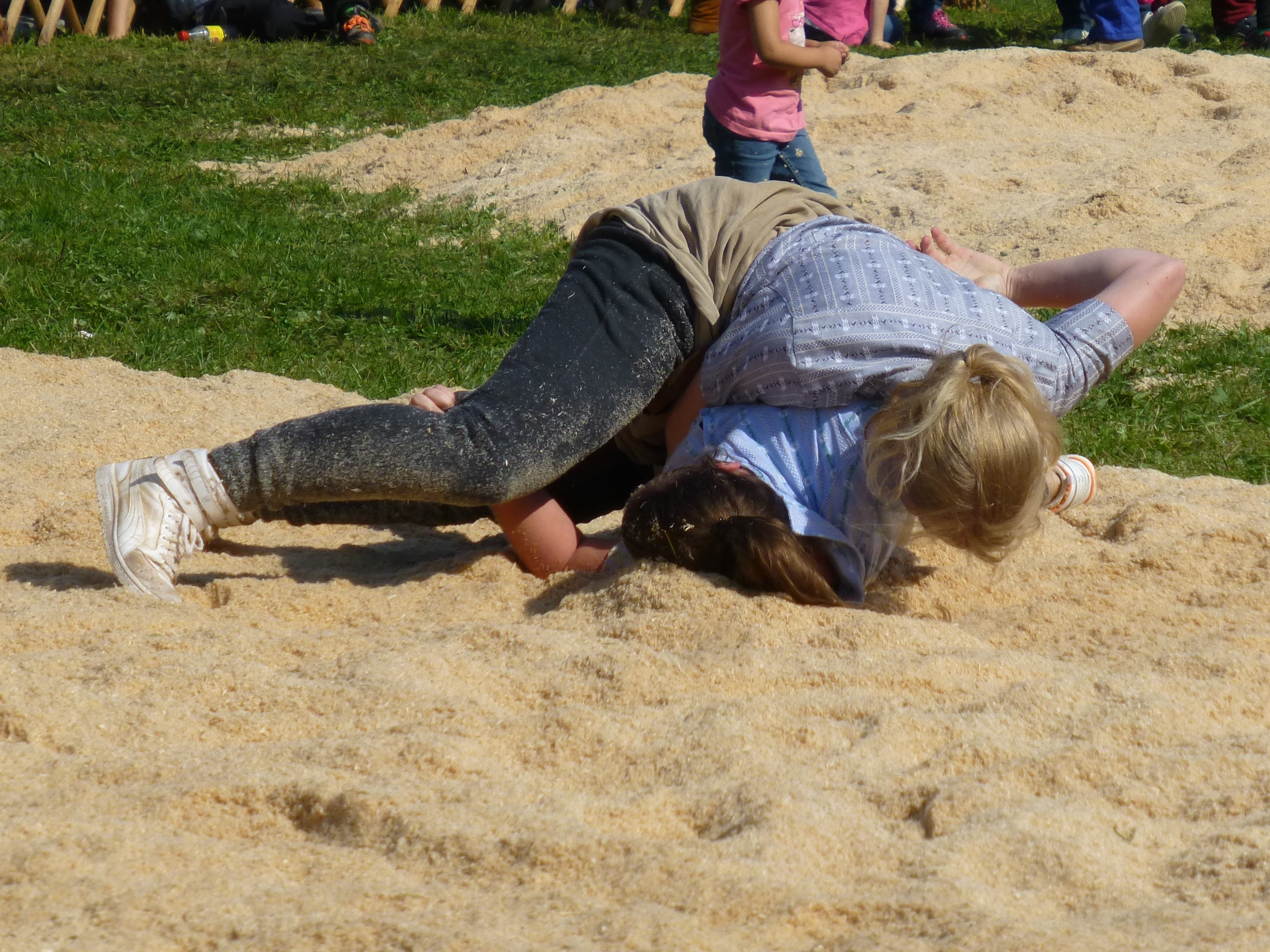
Zwei Schwingerinnen

Jahrzehntelang galt es aus gesellschaftlicher Sicht als völlig undenkbar, dass Frauen den Schwingsport ausüben. Es bestand aber Interesse von Frauen, die mit Schwingern verwandt oder verheiratet waren. Aus diesem Umfeld stammte auch die Wirtin Dora Hari, die gegen zahlreiche Widerstände den ersten Frauenschwinget organisierte. Dieser fand am 17. August 1980 auf einer Wiese neben ihrem Restaurant in Aeschi bei Spiez statt. Hari hatte mit 500 Besuchern gerechnet, tatsächlich kamen nicht zuletzt wegen des grossen Medieninteresses rund 15'000. Nachfolgende Veranstaltungen waren deutlich weniger gut besucht, was die Zeitung Der Bund mit «gestillter Sensationslust» zu erklären versuchte. 1992 erfolgte die Gründung des Eidgenössischen Frauenschwingverbands (EFSV). Das Verhältnis zum ESV blieb lange angespannt und mit Vorurteilen belastet. Dessen Statuten schrieben vor, dass jeder Schwinger, Kampfrichter oder Funktionär sanktioniert werden kann, der an der Durchführung von nicht durch den ESV sanktionierten Schwingefesten beteiligt ist. Davon ausgenommen waren lange Zeit nur Veranstaltungen des Eidgenössischen Nationalturnerverbandes. Erst seit einer Statutenänderung im Jahr 2010 ist der EFSV von diesem Verbot ebenfalls ausgenommen.
Der EFSV wendet das Regelwerk des ESV an, strukturell bestehen aber grosse Unterschiede. Während bei den Männern jährlich deutlich mehr als hundert Veranstaltungen stattfinden, sind es bei den Frauen jeweils knapp zehn. Die Festorte sind nicht fix und müssen jedes Jahr neu gesucht werden, Sponsoren sind rar und die Zahl der Schwingerinnen ist deutlich kleiner. Seit 1991 wird eine Schwingerkönigin gekürt, wobei dies im Gegensatz zu den Männern jährlich anhand der Gesamtwertung geschieht. Als «Eidgenössisches Schwingfest» wird jeweils die Saisonabschlussveranstaltung bezeichnet.

## Geschichte

### Sagen, Verbote und Rückzugsorte
Wann sich das Schwingen vom Ringen (bzw. vom Kampfringen) zu unterscheiden begann, ist aufgrund fehlender schriftlicher Quellen nicht nachvollziehbar. Der französische Künstler Villard de Honnecourt hielt um 1230 in seinem Skizzenbuch einen Zweikampf fest, den er wohl während einer Reise nach Lausanne beobachtet hatte. Die Abbildung zeigt zwei Männer, die sich jeweils mit der einen Hand am Hosenstoss des Gegners fassen und sich mit der anderen am Rücken festhalten. Etwa aus derselben Zeit stammt eine Reliefschnitzerei im Chorgestühl der Lausanner Kathedrale Notre-Dame, auf der zwei Kämpfer zu sehen sind, die ebenfalls einen Kleidergriff anwenden. In Schwingerkreisen und selbst in offiziellen Publikationen hält sich mitunter hartnäckig die unhistorische Feststellung, dass es sich hierbei um die ältesten Darstellungen von Schwingern handle. Der Historiker Walter Schaufelberger schränkt hingegen ein, dass sie nur entfernt an das Schwingen nach heutigen Regeln erinnern. Dasselbe gelte auch für Darstellungen im Talhofferschen Fechtbuch (1467) und in der Luzerner Chronik von Diebold Schilling dem Jüngeren (1513). Damals habe es noch keine Veranlassung gegeben, explizit zwischen Schwingen und Ringen zu unterscheiden.
Überliefert sind gut ein Dutzend Volkssagen, die Schwingkämpfe zum Thema haben, wobei ihre erste Verschriftlichung jeweils nur schwer zu datieren ist. Oft enden diese Kämpfe tödlich, indem einer der Gegner die Gunst Gottes verspielt, weil er die Kontrolle über seinen Körper und somit buchstäblich den Boden unter den Füssen verliert. Beispielsweise erzählt eine Obwaldner Sage von Ratsherr Hans Rotzer, der im Schwingkampf unbesiegbar war und seine übermenschliche Kraft einem Pakt mit dem Teufel verdankte. Weitere bekannte Sagen mit Bezug zum Schwingen sind die «Kraftwurzel» aus dem Entlebuch und das allgemein verbreitete Motiv des «Sennentuntschi». Geschichten dieser Art dürften wohl entstanden sein, um unerklärliche Ereignisse zu verarbeiten oder eine moralische Botschaft zu vermitteln. Laut dem Volkskundler Rudolf Schenda gehe es im Wesentlichen darum, die Vergeudung von Kraft für unnütze Schaukämpfe anzuprangern.
Schriftliche Quellen setzen gegen Ende des 16. Jahrhunderts ein und betreffen Versuche der Obrigkeit der eidgenössischen Orte, das Schwingen zu verbieten. Aus Sicht der Herrschenden war das «regellose Balgen» ein mit «Nachtbubenstreichen» gleichzusetzendes Vergnügen, da es die Untertanen mit Vorliebe an Sonntagen ausübten. Oft geschwungen wurde an Kirchweihen, Dorf- und Alpfesten sowie bei gegenseitigen Besuchen von Talschaften. Der Klerus betrachtete dies als unerwünschte Konkurrenz im Wettbewerb um Aufmerksamkeit, denn die Schwingfeste hielten insbesondere Jugendliche vom Kirchgang ab. Die weltlichen Herren wiederum sahen im Schwingen keinen Nutzen und unternahmen besondere Anstrengungen, stattdessen ein diszipliniertes Schützenwesen zu etablieren, da sie sich davon militärische Vorteile versprachen. Schwingverbote sind beispielsweise in Bern (1593), Luzern (1594), Basel (1611) und Appenzell (1666) belegt; ein 1682 in Nidwalden erlassenes Verbot hielt sich bis 1908. Nach dem Schweizer Bauernkrieg von 1653 kursierte ein von einem Luzerner Patrizier geschriebenes Spottlied mit der Zeile «Jetz schwing, jetz ring, jetz stoss den Stein», das diese Tätigkeiten als Bräuche ländlicher Verlierer und roher Aussenseiter stigmatisierte.
Während die Verbote in den Städten und ihrem Umland durchgesetzt wurden, blieben sie in voralpinen Gegenden wirkungslos. Häufig solidarisierten sich die Landvögte mit der Bergbevölkerung, indem sie das illegale Treiben auf den oft schwer zugänglichen Festplätzen ignorierten. Diese konnten rasch und mit einfachsten Mitteln vorbereitet werden. Häufig organisierten geschäftstüchtige Wirte kurz entschlossen Schwingeten in ihren Tavernen, um beispielsweise sauren Wein loszuwerden. Im 18. Jahrhundert war das Schwingen ein fester Bestandteil der Kultur der Sennen und Küher. Mit Vorliebe wurde nicht gegen eigene Leute geschwungen, sondern der Kontrahent stammte von einer anderen Alp, Gemeinde oder Talschaft. Das Kampfgericht bildete sich jeweils spontan, die Regeln waren kaum kodifiziert und bei den Griffen und Schwüngen bestanden kaum Einschränkungen; selbst Schwingerhosen waren nicht überall verbreitet. Preise für die Sieger wurden vielfach entweder von Wirten zur Verfügung gestellt oder durch Geldspenden der Zuschauer finanziert; meist handelte es sich dabei um ein Schaf.

### Romantisierung einer Bergidylle

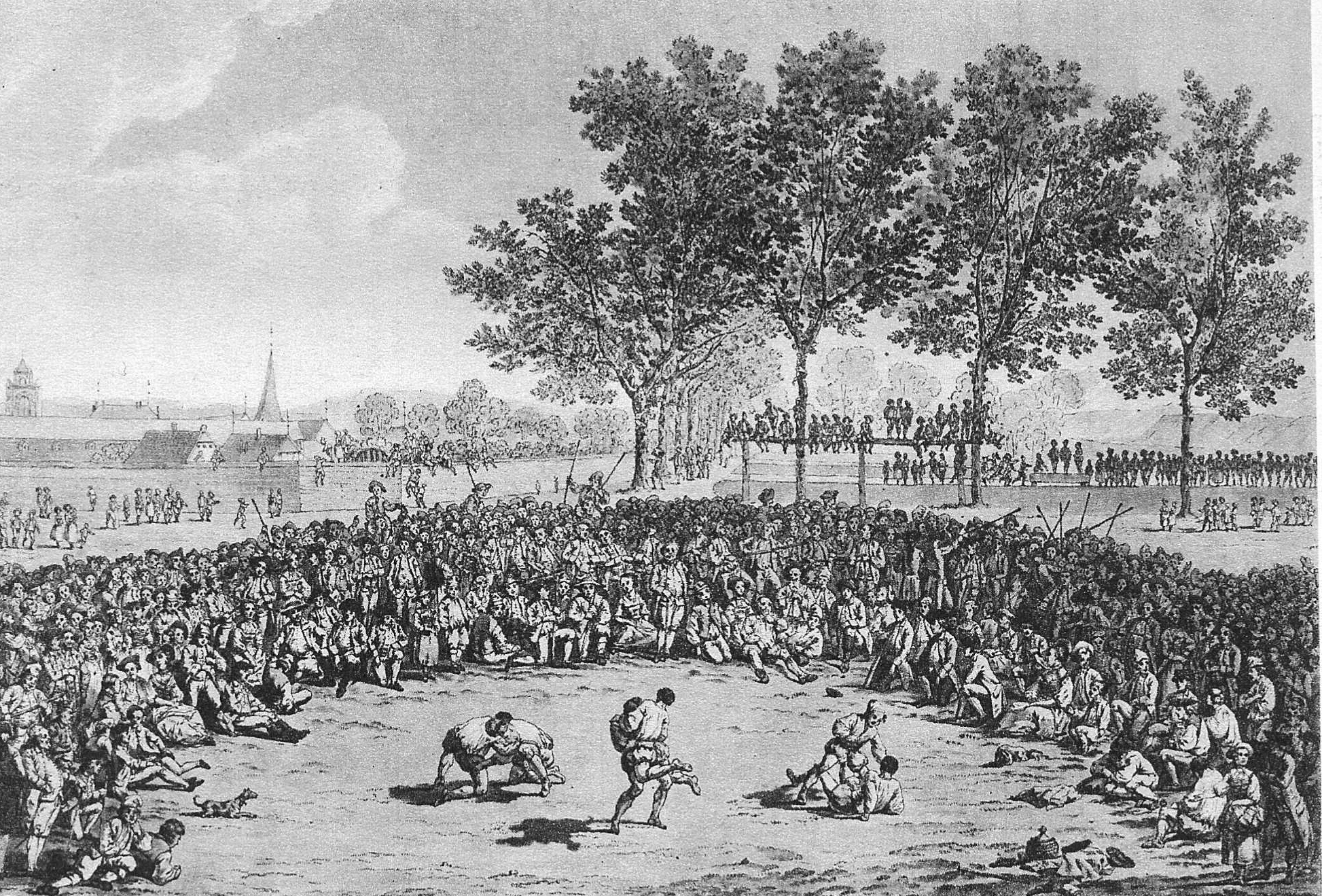
Ostermontagsschwinget (1775)

Im Zeitalter der Aufklärung verbreitete sich zumindest im Berner Patriziat die Auffassung, dass Vergnügungen keine Gefahr für den Staat darstellen, weshalb es die Schwingverbote lockerte. Ab 1750 trafen sich am Ostermontag die besten Schwinger aus dem Oberland, dem Emmental, dem Entlebuch sowie Ob- und Nidwalden auf der Grossen Schanze in Bern, um den «Schwingerkönig» zu ermitteln. 1797 beschrieb der Luzerner Geistliche Franz Joseph Stalder in «Fragmente über Entlebuch» das Schwingen erstmals ausführlich nach wissenschaftlichen Kriterien. Neben detaillierten Beschreibungen einzelner Schwünge fanden auch verschiedene heute noch gültige Grundregeln Erwähnung, beispielsweise der Handschlag vor dem Zweikampf oder das Grifffassen an den Schwingerhosen. Wie zahlreiche andere Autoren seiner Zeit neigte Stalder dazu, das scheinbar einfache Leben naturverbundener Alphirten (die das Schwingen als Zeitvertreib betrieben) romantisch zu verklären.

Unspunnenfest 1805

Der Franzoseneinfall beendete 1798 die Herrschaft des Ancien Régime abrupt. Fünf Jahre später brach auch die von den Franzosen gestützte Helvetische Republik zusammen, was zu einem tiefen Zerwürfnis zwischen ehemaligen Herrschern und Untertanen beitrug. Eine vom Berner Schultheiss Niklaus Friedrich von Mülinen angeführte Gruppe von Patriziern versuchte die alte Ordnung wiederherzustellen und wollte zu diesem Zweck ein Fest veranstalten, um die Gunst des Volkes wiederzuerlangen und Versöhnung anzustreben. Ein noch grösseres Anliegen war ihr aber, über 600 erlesenen ausländischen Gästen mit viel Pathos das (noch kaum vorhandene) Nationalgefühl der Schweizer zu präsentieren. Als Austragungsort bestimmten die Veranstalter eine Wiese neben der Burg Unspunnen bei Aarmühle (heute Interlaken). Sie beauftragten den Dichter Johann Rudolf Wyss, ein Epos zu verfassen. Diesem zufolge war das geplante Fest angeblich die Fortführung einer sechs Jahrhunderte alten Tradition. Das Programm des am 17. August 1805 ausgetragenen ersten Unspunnenfests war mit vielen Bräuchen garniert, darunter Steinstossen, Schiessen, Singen und Alphornblasen. Damit waren erstmals Programmpunkte festgelegt worden, die zum Teil bis heute typisch für ein Schwingfest sind. Die einheimische Bevölkerung war lediglich Staffage und diente dazu, dem europäischen Hochadel sowie Literaten und Künstlern eine idyllische Bergwelt in Form eines tableau vivant vorzuführen. Indem die Veranstalter dem Schwingen eine weitaus ältere Überlieferung andichteten, rückten sie es in die Nähe einer erfundenen Tradition.
Nach dem zweiten Unspunnenfest von 1808 erlosch das Interesse am Schwingen wieder. Es fristete erneut ein Nischendasein im ländlichen Raum, zumal der Ostermontagsschwinget stark an Bedeutung verlor und um die Mitte des 19. Jahrhunderts ganz verschwand. Um 1830 galt das Schwingen als «versumpft», d. h. als verwahrlost und anrüchig. Die bekanntesten Schwinger jener Zeit glichen weiterhin den Sagenfiguren früherer Tage, deren Kräfte ins Übermenschliche fabuliert wurden. So erzählte man über Matthias Wittwer aus Schangnau (den «starken Thys»), dass er in der Lage gewesen sei, ein volles Weinfass auf Brusthöhe zu heben und aus dem Spundloch zu trinken.

### Popularisierung durch die Turner
Der Impuls für die Popularisierung des Schwingens kam indirekt aus Preussen. 1811 begründete Friedrich Ludwig Jahn die Turnbewegung, die neben körperlicher Ertüchtigung auch einen deutschen Nationalstaat anstrebte. Nach der 1820 erlassenen Turnsperre war die Bewegung im gesamten Deutschen Bund politischer Verfolgung ausgesetzt. Einige Turner flohen in die Schweiz, wo sie auf Gleichgesinnte trafen, die sich nicht nur auf Jahn, sondern auch auf heimische Pädagogen wie Johann Heinrich Pestalozzi und Jean-Jacques Rousseau beriefen. Allerdings stiess der wachsende Einfluss deutscher Exilanten in der Schweizer Turnbewegung auf Widerstand. Alfred Escher, der spätere «Eisenbahnkönig» und einflussreiche radikalliberale Politiker, war der Ansicht, dass das Turnen deutscher Art immer «elitärer und raffinierter» werde. 1837 forderte er in einer Rede, die «ernsten Kampfspiele der Schweiz», darunter das Schwingen, unter dem Motto «Schweizer, turnt schweizerisch!» ins Repertoire aufzunehmen. Der angehende Pfarrer Hiestand aus Zürich befürchtete ebenfalls, dass eine zu grosse Hinwendung zu den deutschen Vorbildern «das Interesse an heimatlichen Sitten und Gebräuchen verringern» würde. 1846 verlangte er, dass «die in unserem Vaterlande bereits gepflogenen Körperübungen wie Schwingen, freies Ringen, Steinheben und Steinstossen ebenfalls in den Turnbetrieb und an den Festen als Wettkämpfe aufzunehmen seien.» Der Eidgenössische Turnverein erfüllte diese Forderung 1855 mit der Einführung des Nationalturnens.

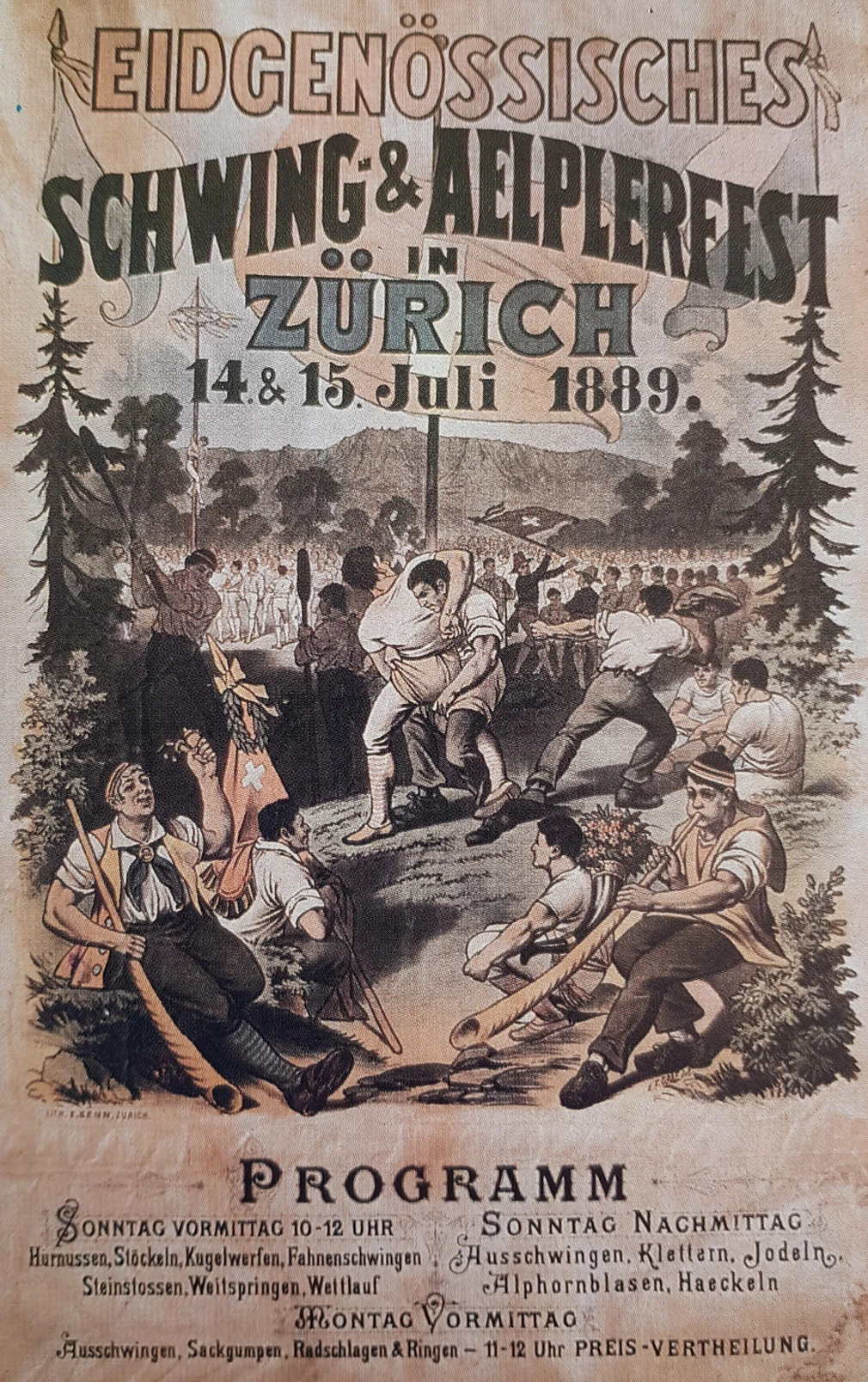
Plakat des Eidgenössischen Schwing- und Älplerfests 1889 in Zürich

So waren es überwiegend Turner, die den folkloristischen Zweikampf entscheidend zu einer Sportart weiterentwickelten. Die Unterweisung erfolgte auf lokaler Ebene, weshalb es kleinere Unterschiede in der Regelauslegung gab. Turnlehrer und -vereine animierten den Berner Arzt Rudolf Schärer dazu, eine Normierung herbeizuführen. Zu diesem Zweck veröffentlichte er 1864 mit der «Anleitung im Schwingen» das erste Lehrbuch für den praktischen Gebrauch. Es basierte auf wiederholter Rücksprache mit Schwingern in den Hochburgen Berner Oberland und Emmental. Neben der Erläuterung des Regelwerks enthielt es auch detaillierte Beschreibungen von 18 verschiedenen Schwüngen sowie taktische Hinweise dazu. Wie den Tuschezeichnungen im Anhang zu entnehmen ist, traten die Schwinger damals auf Gras mit kurzer geschlossener Schwingerhose und Hemd sowie mit blossen Beinen und barfuss gegeneinander an. Die städtischen «Turnerschwinger» nahmen 1873 in Münsingen erstmals an einem Schwinget der ländlichen «Sennenschwinger» teil.
Das Schwingen erlangte wieder gesellschaftliche Anerkennung: Die bürgerliche Wirtschaftselite war interessiert daran, das Zusammengehörigkeitsgefühl zwischen den sprachlichen und sozialen Gruppen zu stärken. Ein Mittel dazu waren gesamtschweizerische eidgenössische Feste verschiedener Sparten, die häufig das Bild einer angeblich heilen Berg- und Älplerwelt vermittelten und so insbesondere in der städtischen Arbeiterschaft einen Kontrast zu Entbehrungen und Elend boten. Beim Schwingen geschah dies auf reichlich unkoordinierte Weise. Ein «Eidgenössisches Schwingerkomitee» führte 1886 und 1888 in Bözingen und Biel inoffizielle eidgenössische Feste durch, 1887 fanden in Bern und Lausanne gleich zwei solche Veranstaltungen statt. Die Situation war unbefriedigend, weshalb am Berner Fest der Beschluss fiel, dass das jeweilige Kampfgericht berechtigt sei, die Vergabe zukünftiger eidgenössischer Feste vorzunehmen. Als erstes Eidgenössisches Schwing- und Älplerfest (ESAF) im heutigen Sinne – wenn auch weiterhin inoffiziell – gilt eine 1889 vom Veterinärmediziner Erwin Zschokke organisierte Veranstaltung in Zürich. 15 zum Teil skurrile Volksspiele standen auf dem Programm, wobei das Schwingen weitaus am meisten Interesse hervorrief. Entsprechend dem patriotischen Zeitgeist sollten schweizerische Eigenarten und Bräuche gepflegt und so die «vaterländischen Gefühle von Freiheit und Unabhängigkeit» verteidigt werden. Nach Ansicht Zschokkes waren diese nämlich «durch den wuchernden Sport und allerlei ausländisches Gespiel» bedroht, womit insbesondere Fussball, Radfahren und Tennis gemeint waren. Es waren also überwiegend Städter, die das Schwingen zu einem Hort von Natürlichkeit und Tradition machten und es gleichzeitig als Konsumgut attraktiv gestalteten.

### Verbandsgründungen und Abgrenzung
Mittlerweile war das Schwingen in vielen Turnvereinen ein fester Bestandteil des Angebots. Doch etliche Mitglieder waren nicht an den übrigen Disziplinen des Nationalturnens interessiert, weshalb sich die Gründung eigenständiger Vereine aufdrängte. Der älteste ist der 1887 entstandene Schwingklub Zürich. Zudem setzte sich die Erkenntnis durch, dass Verbände unabdingbar waren, um das herrschende Durcheinander in geordnete Bahnen zu lenken. Den Anfang machte 1890 der Obwaldner Schwingerverband, drei Jahre später folgten die Verbände der Innerschweiz, des Berner Mittellands und des Berner Oberlands. Der Kantonalverband Zürich folgte 1911.
Schon beim Eidgenössischen Schwingfest 1894 in Zürich hatte der Turnlehrer Johann Josef Müller als Festredner den Vorschlag gemacht, einen Gesamtverband zu gründen. Am 11. März 1895 konstituierten sich im Café Born in Bern sechs Delegierte als Zentralvorstand. Fünf Monate später fand in Biel das erste offizielle ESAF statt. Die anschliessende Hauptversammlung genehmigte am 18. August den ausgearbeiteten Statutenentwurf, womit die Gründung des Eidgenössischen Schwingerverbandes (ESV) vollzogen war. Bis 1904 bildeten sich fünf Teilverbände.
In den ersten Jahren gab es Bestrebungen, als typisch schweizerisch empfundene Bräuche unter dem Dach des ESV zu vereinen. Das seit dem frühen 16. Jahrhundert überlieferte Steinstossen wird seit der Verbandsgründung durch den ESV mitbetreut und ist bis heute ein fester Bestandteil der eidgenössischen Feste. Ebenfalls eine enge Beziehung zum Schwingen unterhält das Hornussen. 1895 gehörte die Hornussergesellschaft Heimiswil sogar zu den Gründungsmitgliedern des ESV. Als 1902 der Eidgenössische Hornusserverband gegründet wurde, schloss er sich umgehend als Teilverband dem ESV an. Diese Bindung blieb bis 1956 bestehen. 1910 gründete sich die Schweizerische Jodlervereinigung, die neben dem Jodeln auch für Alphornblasen und Fahnenschwingen zuständig war – allesamt typische Nebenaktivitäten bei Schwingfesten. Zwei Jahre später ordnete sich dieser Verband ebenfalls dem ESV unter, um Schutz vor der Konkurrenz durch Sänger aus Tirol und Bayern zu suchen, die nach Ansicht der Schweizer «schmalzige Lieder» vortragen würden. 1932 trennten sich die Jodler von den Schwingern. Von 1907 bis 2019 bestand mit der Eidgenössischen Schwinger-, Hornusser- und Jodlerzeitung ein gemeinsames Verbandsorgan.

Schwingen zur körperlichen Ertüchtigung der Truppen zur Zeit des Ersten Weltkriegs

Der ESV war bemüht, sich von anderen Sportverbänden abzugrenzen. Mehrmals lehnte er «mit Bestimmtheit» die Einladung ab, sich dem Schweizerischen Landesverband für Leibesübungen (einem Vorgänger von Swiss Olympic) anzuschliessen. Er wollte sich nicht mit den dort vorherrschenden internationalen Strömungen identifizieren und war nicht gewillt, die errungene Selbstständigkeit aufgeben. Dies bedeutete wiederum, dass er auf staatliche Subventionen verzichten musste. Die kompromisslose Haltung sorgte für ein konfliktbeladenes Verhältnis zu den Ringern, die als geübte Nationalturner häufig an Schwingfesten teilnahmen. Während reine Geldpreise im Schwingen verboten waren, liessen es sich viele Ringer nicht nehmen, ins Ausland zu gehen und an Profi-Schaukämpfen teilzunehmen. Ein bekanntes Beispiel ist John Lemm, der nach Ende seiner Karriere als Nationalturner in der britischen und amerikanischen Wrestling-Szene als The Swiss Hercules zahlreiche Erfolge feierte. Auch Robert Roth, Schwingerkönig von 1919 und 1921 sowie Olympiasieger 1920 im Schwergewichts-Freistilringen, betätigte sich mehrere Jahre als Profiringer, bis ihn der ESV sperrte. Die Funktionäre befürchteten, dass sich über das Ringen zu viele fremde Einflüsse einschlichen und erliessen deshalb 1938 den «Zuger Beschluss», der Schwingern und Kampfrichtern die Teilnahme an Wettkämpfen im Freistilringen untersagte. Das Problem löste sich in den 1940er Jahren von selbst, als Ringen und Wrestling an Popularität verloren und nicht mehr das grosse Geld versprachen.

### Versuche der politischen Vereinnahmung
Der organisatorische Schulterschluss der Volksbräuche und die Abgrenzung zu anderen Sportverbänden waren Zeichen einer ideologischen Verhärtung. Obschon das Schwingen erst durch das Interesse liberaler Städter aus seinem Nischendasein befreit worden war, begann im frühen 20. Jahrhundert zunehmend konservatives Gedankengut den Schwingsport zu prägen. Verstärkt wurde diese Tendenz ab 1932 durch die Geistige Landesverteidigung, eine politisch-kulturelle Bewegung, deren Ziel es war, parteiübergreifend als schweizerisch wahrgenommene Werte und Bräuche zu stärken und damit zur Abwehr totalitärer Ideologien beizutragen. Ursprünglich gegen Nationalsozialismus und Faschismus gerichtet, ging sie im Kalten Krieg nahtlos in den Antikommunismus über. Schwinger galten als Verkörperung des wehrhaften, disziplinierten und bodenständigen Schweizers schlechthin. Dazu passte, dass der ESV regelmässig Bundesräte oder hohe Offiziere an die ESAF einlud, um die offizielle Festrede zu halten. Darin hoben sie diese Charaktereigenschaften ausgiebig hervor oder betrieben unverhohlen Armeepropaganda. Konsequent verweigerte sich der ESV jeglicher Modernität und schloss beispielsweise 1971 mehrere Schwinger mit langen Haaren aus. Gemäss Vorstandsmitglied Ernst Marti entspreche «die Mentalität vieler Langhaariger […] nicht der Art und dem Wesen der Schwingerei», denn das staatszersetzende Gedankengut sei «von Gammlern, Tagedieben und Taugenichtsen» eingeschleppt worden. Marti kämpfte auch energisch gegen die drohende Kommerzialisierung, die er als ernsthafte Gefahr betrachtete. 1976 liess er beispielsweise den dreifachen Schwingerkönig Ruedi Hunsperger für ein Jahr sperren, weil dieser seine Erfolge ausgiebig vermarktet hatte.
Wie vor ihnen Aristokraten, Liberale und Konservative versuchten auch Sozialisten, den Schwingsport für ihre Zwecke zu nutzen. 1919 wurde in Oerlikon der Arbeiterschwingerverband gegründet, der sich dem Schweizerischen Arbeiter-Turn- und Sportverband anschloss. Die proletarisch-sozialistischen Schwinger verbanden die körperliche Ertüchtigung mit der geistigen Förderung des Klassenbewusstseins. Trainings und Wettkämpfe sollten sie dazu befähigen, vereint im Klassenkampf bessere Lebensbedingungen zu erlangen. 1922 organisierte Jacques Schmid, ein erklärter Marxist, in Olten das erste Eidgenössische Arbeiterschwingfest. Auseinandersetzungen zwischen Sozialdemokraten und Kommunisten führten dazu, dass sich der Verband zunehmend am bürgerlichen ESV orientierte. Dabei übernahm er Benotung und Prämierung der Kämpfer, den Titel des Schwingerkönigs und den Dreijahresrhythmus der wichtigsten Veranstaltung. Die Abweichungen in den Regeln waren marginal. Ab Mitte der 1940er Jahre wurde die Klassenkampfrhetorik zunehmend unwichtiger und die Teilnehmerzahlen sanken. Als letzte Veranstaltung hielt sich bis 1977 der Arbeiterschwinget auf der Schafmatt, 1980 löste sich der Verband auf. Politisch links stehende Schwinger blieben bei ESV-Veranstaltungen zwar eine Ausnahmeerscheinung, feierten aber dennoch Erfolge. Das bekannteste Beispiel ist Ernst Schläpfer, Schwingerkönig von 1980 und 1983 sowie sozialdemokratischer Politiker. Vereinzelt findet auch die linksalternative Kultur- und Hausbesetzerszene Gefallen am Schwingen, da sie darin einen Gegenentwurf zur oberflächlichen und konsumorientierten Glitzerwelt der Städte sieht. Beispiele dafür sind der «Künstlerschwinget» in Wolfenschiessen in den 1980ern sowie Schwingfeste im Zürcher Kanzleischulhaus zu Beginn der 1990er und in der Berner Reitschule ab 2022.

### Zunehmende Kommerzialisierung
Bis weit in die 1950er Jahre hinein betrieb der ESV praktisch keine Medienarbeit und begnügte sich damit, dass die Verbandszeitung beiläufig auch die Tageszeitungen bediente. Diese passive Einstellung änderte sich grundlegend mit Fritz Erb, dem schwingbegeisterten Chefredaktor der Zeitung Sport. Er half dem ESV dabei, eine professionelle Berichterstattung aufzubauen, ein Beziehungsnetz zu knüpfen und fachunkundige Journalisten zu schulen. Das monopolistische Radio Beromünster (das heutige Radio SRF 1) begnügte sich meist damit, von den ESAF zu berichten, während es sonstige Schwingfeste überwiegend ignorierte. Nach der Legalisierung privater Lokalradios im Jahr 1983 nahm das Interesse dieses Mediums markant zu. Nach der Revision des Radio- und Fernsehgesetzes trat das öffentlich-rechtliche Radio anlässlich des ESAF 1992 in Olten erstmals zusammen mit einem offiziellen Sponsor in Erscheinung. Die erste Fernseh-Liveübertragung fand am 20. August 1995 statt, als das Schweizer Fernsehen den Schlussgang des ESAF in Chur zeigte. Dieses Ereignis wird allgemein als Startpunkt des nachfolgenden Booms angesehen. Mit jeder Austragung stiegen das Interesse und die Übertragungsdauer. 2004 in Luzern zeigte das Fernsehen erstmals über mehrere Stunden Livebilder beider Festtage. Das Schwingen erwies sich als ausgesprochen fernsehtaugliche Sportart: Zwischen 2004 und 2013 verdoppelte sich die durchschnittliche Einschaltquote von 33 auf 66 Prozent, während jene des jeweiligen Schlussgangs von 46 auf 78 Prozent anstieg.

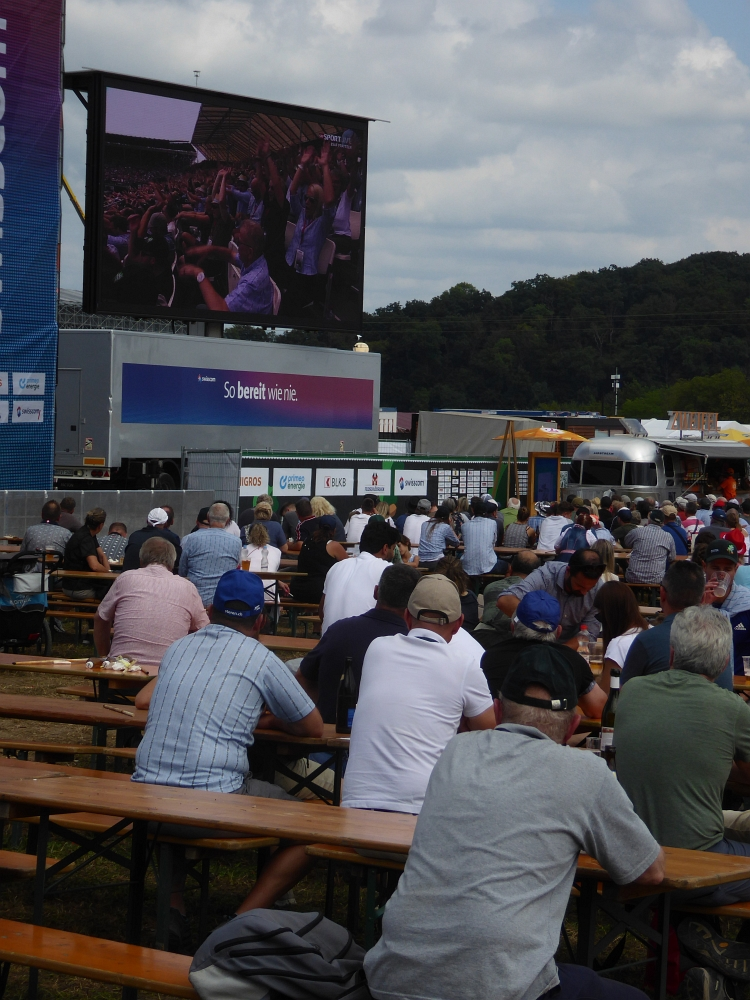
Allgegenwärtige Werbung im Public-Viewing-Bereich des ESAF 2022

Dank der Aufmerksamkeit der Massenmedien, die die besten Schwinger auch in Boulevard-Formaten präsentierten und so einem grossen Publikum näherbrachten, erlebte das Schwingen einen regelrechten Boom. Es wuchs über das ländlich-konservativ geprägte Milieu hinaus und erfasste auch urbane Gesellschaftsschichten. Damit wiederholte sich in gewisser Weise die Entwicklung, die das Schwingen in der zweiten Hälfte des 19. Jahrhunderts erfahren hatte. Bisweilen wird versucht, das sprunghaft zugenommene Interesse mit der Verunsicherung in Zeiten der Globalisierung zu erklären. Demzufolge würden sich die Menschen vermehrt auf Altbewährtes und Bodenständiges zurückbesinnen, wobei insbesondere der Schwingsport die Sehnsucht nach einer vermeintlich heilen Welt befriedige. Das Schwingen geriet zunehmend in den Sog der Kommerzialisierung. Betrug der Umsatz beim ESAF 2004 noch 42 Millionen Franken, so stieg er beim ESAF 2019 auf 200 Millionen an. Neue, auch international tätige Sponsoren, die über unvergleichlich grössere Geldmittel verfügen als die traditionellen Geldgeber aus dem lokalen Gewerbe, stiegen als «Königspartner» des ESV ein. Die Funktionäre betonen wiederholt, dass sie sich der damit verbundenen Risiken bewusst seien, andererseits kann der ESV mittlerweile die Organisation des ESAF ohne Sponsoren gar nicht mehr allein bewältigen.
Auch die Schwinger begannen ihren Anteil an den Sponsorengeldern einzufordern, zumal der Widerspruch zwischen Amateurstatus und steigendem Trainingsaufwand immer offensichtlicher wurde. Einen eigentlichen Tabubruch beging Jörg Abderhalden, als er nach seinem dritten ESAF-Sieg 2007 einen Vertrag mit der Agentur IMG abschloss und sich als erster Schwinger überhaupt ein professionelles Management zulegte. Konservative Anhänger des Schwingens befürchteten einen Ausverkauf der Traditionen. Als mehrere Schwinger Abderhaldens Beispiel folgen wollten, sah sich der ESV zum Handeln gezwungen und führte 2010 ein Werbereglement ein. Die Überprüfung der Verträge überstieg rasch die personellen Ressourcen des bisher rein ehrenamtlich geführten Verbandes, weshalb er 2011 erstmals überhaupt einen Vollzeitbeschäftigten als Geschäftsleiter anstellte. Nach seinem Rücktritt weigerte sich Abderhalden, weiterhin einen Zehntel abliefern zu müssen, was zu einer öffentlich ausgetragenen Auseinandersetzung mit der Verbandsspitze führte. 2013 beschloss die Abgeordnetenversammlung einen Kompromiss, wonach die Abgabepflicht bis drei Jahre nach dem erfolgten Rücktritt weiterbesteht, für diesen Zeitraum aber nur noch fünf Prozent beträgt. Die Kommerzialisierung hatte anfangs durchaus lautstarke Kritiker, führte aber auch dazu, dass sich der Schwingsport gesellschaftlich öffnete und heute weitgehend entpolitisiert ist.

## Kulturelle Rezeption
Die Volkssagen mit Bezug zum Schwingen waren in die bis zum 18. Jahrhundert vorherrschende Ansicht eingebettet, wonach die schroffen und zerklüfteten Alpen ein Sinnbild des Grotesken, Wahnsinnigen und Bösen seien. Der Berner Universalgelehrte Albrecht von Haller gehörte zu den ersten, der stattdessen die natürliche Schönheit des Gebirges pries und die Schweiz als Sehnsuchtsort gebildeter Kreise zu etablieren begann. In seinem 1729 erschienenen Gedicht Die Alpen schwärmte er auch vom Schwingen als Bestandteil von Bergfesten. Reiseberichte jener Zeit wiesen dem Schwingen eine stereotype Rolle als althergebrachter und archaisch anmutender Alphirtenbrauch zu. Zahlreiche Radierungen und Kupferstiche, unter anderem von Marquard Wocher und Ernst Keil, stellten auf überhöhende Weise eine idyllische Naturkulisse mit friedlichen Wettkämpfern und in Volkstracht gekleideten Zuschauern dar.

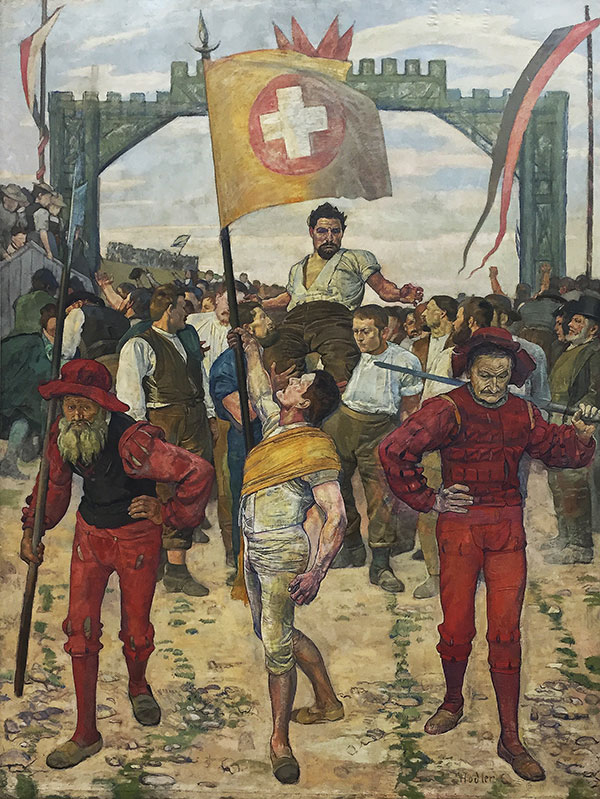
Ferdinand Hodler: Der Schwingerumzug (1887)

Eine zentrale Rolle in der künstlerischen Auseinandersetzung nehmen die beiden ersten Austragungen des Unspunnenfests ein. 1805 lud der Kunstsammler Sigmund von Wagner, einer der Initiatoren, mehrere Künstler ein. Besonders die Genremaler Franz Niklaus König und Johann Hürlimann liessen sich durch das Festtreiben zu Gemälden inspirieren. 1808 war unter anderem die französische Autorin Germaine de Staël zu Gast, die ihre Eindrücke im Buch De l’Allemagne festhielt. Einen bleibenden Eindruck hinterliess das Fest auch bei ihrer Begleiterin, der Malerin Élisabeth Vigée-Lebrun.
Der aus dem Emmental stammende Schriftsteller Jeremias Gotthelf übte in seiner Jugend sowohl das Schwingen als auch das Hornussen aus. Diese beiden Sportarten finden in mehreren seiner Werke Erwähnung; 2013 führte das Gotthelf-Zentrum in Lützelflüh eine Sonderausstellung zu diesem Thema durch. Im späten 19. und im frühen 20. Jahrhundert befassten sich wiederum verschiedene Maler mit dem Schwingen, darunter Ferdinand Hodler, Johannes Weber und Willy Fries, während Grafiker wie Paul Wyss Plakate für Schwingfeste gestalteten. Der Bildhauer Hugo Siegwart sorgte 1908 mit dem Schwingerdenkmal in Luzern für einen Skandal: Konservative Kreise kritisierten die Nacktheit der beiden dargestellten Schwinger heftig und fast 2500 Personen hegten in einer Petition «die ernstliche und wohlbegründete Befürchtung, dass die Aufstellung dieses Denkmals […] eine Schädigung für die sittliche Erziehung der Jugend bedeutet».
2011 erschien der Dokumentarfilm Hoselupf – oder wie man ein Böser wird. Darin taucht der Kabarettist Beat Schlatter als ahnungsloser Stadtbewohner in die für ihn völlig fremde Welt des Schwingsports ein. Er nimmt regelmässig an Trainings teil und erlernt die wichtigsten Schwünge und Taktiken, bis er schliesslich in einem Schaukampf gegen einen Nachwuchsschwinger antritt. Zusammen mit Christoph Fellmann schrieb Schlatter auch das Drehbuch für das 2023 aufgeführte Freilicht-Theaterstück Wyberhaagge, mit ihm in der Haupt- und mit Schwingerkönig Matthias Glarner in einer Nebenrolle.
In Zürich liegt die Schwingerstrasse dort, wo einst ab 1907 die Schwingerhütte (oder Schwingerhalle) bestand. Heute steht dort das Altersheim Stampfenbach. Zudem existiert ein Rickenschwingerweg in Ricken. Nicht um einen Strassennamen, sondern um einen Themenweg handelt es sich beim Schwingerweg Diemtigtal.